# 最遊記シリーズ
『最遊記シリーズ』（さいゆうきシリーズ）は、峰倉かずやによる日本の漫画作品『最遊記』、『最遊記RELOAD』（さいゆうきリロード）、『最遊記RELOAD BLAST』（さいゆうきリロード ブラスト）、『最遊記外伝』（さいゆうきがいでん）、『最遊記異聞』（さいゆうきいぶん）の総称。また、それらを元に制作されたドラマCD（ラジオドラマ）・OVA・テレビアニメ・劇場アニメ・小説・コンピューターゲーム・舞台（ミュージカル）などといったメディアミックス展開を含めた作品群のことである。

## 概要
作品の変遷
『最遊記』は、STUDIOバックギャモン発行の同人誌から始まり、その後エニックス刊『月刊Gファンタジー』で1997年より連載開始。『Gファンタジー』の看板作品の一角となるが、2002年に連載を終了した。
その後、一賽舎（現：一迅社）の『コミックZERO-SUM』に移り、『最遊記RELOAD』として2002年5月から連載、2009年6月に終了。同年12月より同誌にて『最遊記RELOAD BLAST』を開始。
また、これらの物語から500年遡った時代の物語である『最遊記外伝』が『Gファンタジー』で同時連載を1999年にスタート。移籍に伴い掲載誌を『コミックZERO-SUM増刊WARD』（隔月刊）に変更して再開し、2009年7月号をもって連載を終えた。なお、移籍（いわゆるエニックスお家騒動）の影響で単行本は第1巻の発刊後長らく休止したが、2005年末に5年ぶりの続巻が発売され、同時にエニックスから発行後は絶版となっていた第1巻も新装版として発売された。
『最遊記外伝』の完結後、コミックZERO-SUM増刊WARDにて新たな外伝『最遊記異聞』が2009年9月より連載を開始。2010年9月28日、作者闘病のため、漫画連載を休筆することが発表された。2012年3月より連載再開。『ゼロサムオンライン』の開通に伴い峰倉かずや自身によるノベライズ『最遊記CROSSROADERS』が掲載中。
2021年1月の時点でコミックスのシリーズ全世界累計発行部数は2500万部を突破している。
メディア展開
1999年にOVA、ドラマCDが発売されたのを皮切りに、2000年よりテレビアニメ、ラジオを展開し、2001年、劇場版とその小説版が発表された。2003年から2004年にかけて再びテレビアニメの放送が行われる。また、他著者によるオリジナル小説などの様々な発展を果たす。2007年には8年ぶりにOVAが発表された。さらに2008年からは、ミュージカル『最遊記歌劇伝』として、実写・舞台化もされている。
『最遊記』誕生の経緯と作品の路線
中国の物語『西遊記』をモチーフにした作品であり、本作のタイトルの由来は作者曰く「最も遊ぶ西遊記」という意味である。時代背景は昔の中国風だが、テレビ、麻雀、缶ビール、タバコ、クレジットカードなど、現代の小物が多々登場するだけでなく、笑点や流行りものが話題に上るなど、独特の世界観を作り出している。また、作中でも三蔵一行が「色男たち」と表現されるなど美形なキャラクターが多く、「ビジュアル系西遊記」と言われている。
『最遊記』は作者が高校生の時から構想し描き続けている作品である。『西遊記』をモチーフにしたのは、作者自身が1978年のテレビドラマで見ていて好きだったことが影響し、『ドラえもん のび太のパラレル西遊記』を見たのを機に「自分でもパロディをやってみたい」と思い構想し描きはじめたことに由来する。
作品に登場する各キャラクターの設定は、オリジナルの要素が含まれるが、多くは原典である『西遊記』に沿ったものとなっている。なお、沙悟浄と猪八戒の表面的な性格設定は入れ替えられている。
物語や登場人物たちのイメージについて 作者の峰倉かずやは、「作品を描く時、好きな歌や歌手の印象から作品全体のイメージを作っていく」と言っている。『最遊記』の場合、主にB'zの楽曲が元となっており、特に『RUN』のイメージで描かれていると述べている。そのために、原作エピソードやテレビアニメのサブタイトルがB'zの楽曲名と一致するものがある。
作者自身はシリーズのガイドブック「最遊人」の中で、『最遊記RELOAD』5巻が発売された頃、ストーリーの展開構想を担当者と打ち合わせしたら、全て完結するまでにあと20巻ほど必要なことが判明し、担当者から「14巻（『最遊記』全9巻+『最遊記RELOAD』5巻）書くのに10年かかったのに、あと何年かけるつもりなんだ。『西遊記』の旅は14年なのに」と言われたことも述べている。実際、2008年の時点で作品の構想から15年以上経ており、『西遊記』よりも長いものとなっている。作中の時間軸は、『最遊記RELOAD』第3巻収録エピソード「act.13.5 anniversary?」をもって、1年経過したということになっているが、キャラクターたちに「6年も旅している感じ」とメタ発言させている。

## 原作

### 本編
玄奘三蔵、孫悟空、沙悟浄、猪八戒ら、三蔵一行が西へと向かう物語。

#### 最遊記
同人誌として発表後、『月刊Gファンタジー』にて1997年3月号から2001年12月号まで連載された。単行本は旧版および新装版ともに全9巻（全55話）。
あらすじ
物語の舞台は桃源郷。そこはかつて、人間と妖怪とが共存する平和な世界だった。しかし、500年前に闘神・哪吒（なたく）太子によって、天竺国・吠登城に葬られた大妖怪「牛魔王」を、禁忌とされている「化学と妖術の合成」によって復活を目論む者が現れた。その影響で、「負の波動」が桃源郷全土に広がり、妖怪達は突如として自我を失い、凶暴化して人間を襲い始めた。
混沌と化す桃源郷、この事態を重く見た観世音菩薩は三仏神を通じ、玄奘三蔵に孫悟空、沙悟浄、猪八戒らを連れて西へ行くように命じる。こうして4人はジープに乗り、西を目指す旅が始まる。全ては「牛魔王」蘇生実験の阻止のために。

#### 最遊記RELOAD
最遊記シリーズのリブート作。前作『最遊記』の続編で、2002年5月から2009年6月まで『コミックZERO-SUM』にて連載された。単行本は全10巻（全49話）。話数カウントは「ACT.」。
あらすじ
人間と妖怪が平和に暮らす桃源郷。しかし、そんな桃源郷に突如として暗雲が立ち込める。負の波動によって各地の妖怪たちの暴走が広がるなか、異変の元凶となっている牛魔王の蘇生実験を阻止するために三蔵一行は西へと向かっていた。
ストーリーは『最遊記』から約半年後、旅に出てから一年が経った桃源郷が舞台。前作『最遊記』に引き続き、彼らが1人の"男"として大きくなった過去編も充実している。ヘイゼル=グロースとその従者ガトという敵か味方か未だ分からない男たちも加わり、さらに現在と過去を繋ぐ人物・烏哭三蔵法師も姿を現す。衣装も新たに再び弾が込められた彼らは、また強かに走り出す。

#### 最遊記RELOAD BLAST
『最遊記RELOAD』の続編にして、『最遊記』シリーズの最終章と位置づけられた作品。『コミックZERO-SUM』2010年2月号（2009年12月28日発売）より連載中。
あらすじ
遂に天竺を目前にした三蔵一行。しかし、進めば進むほど異変の影響は強くなり、彼らの戦いもさらに熾烈になっていった。長く険しい旅路の末、彼らが迎えるのは……。

### 外伝
『最遊記』シリーズ本編の前日譚に相当する物語。

#### 最遊記外伝
『月刊Gファンタジー』で1999年から2003年、その後、『コミックZERO-SUM増刊WARD』にて2003年から2009年まで連載された。単行本は全4巻（全33話）。
本作の物語は『最遊記』、『最遊記RELOAD』へと引き継がれていく。そのため、本作登場キャラクターが本編の登場キャラクターに関わりを持つ。
あらすじ
『最遊記』の時代から遡る事500年、天界に1人の子供が連れてこられた。下界の巨岩から生まれ、災いの象徴とされる金晴眼を持つ幼児。天界で永遠のような退屈を過ごしていた金蝉童子は、観世音菩薩の命により、その幼児を育てることになる。見えない物（空）を悟る“悟空”と名付けられた小さな生命を取り巻く運命が、希望と破滅に向かって動き出した。

#### 最遊記異聞
『コミックZERO-SUM増刊WARD』No.11（2009年9月16日発売）より連載中。
玄奘三蔵の師である光明三蔵が若い頃に体験したエピソードが描かれている。

## 書誌情報

### 単行本
- 峰倉かずや 『最遊記』 エニックス〈Gファンタジーコミックス〉、全9巻
  1. 1997年10月27日初版発行、ISBN 4-87025-592-8
  2. 1998年4月27日初版発行、ISBN 4-87025-287-2
  3. 1998年11月27日初版発行、ISBN 4-87025-406-9
  4. 1999年4月27日初版発行、ISBN 4-87025-488-3
  5. 1999年10月27日初版発行、ISBN 4-7575-0096-3
  6. 2000年4月27日初版発行、ISBN 4-7575-0219-2
  7. 2000年11月27日初版発行、ISBN 4-7575-0318-0
  8. 2001年8月27日初版発行、ISBN 4-7575-0502-7
  9. 2002年3月27日初版発行、ISBN 4-7575-0634-1
- 峰倉かずや 『最遊記外伝（旧版）』 エニックス〈Gファンタジーコミックス〉、2001年1月27日初版発行、ISBN 4-7575-0373-3
- 峰倉かずや 『最遊記RELOAD』 一迅社〈ZERO-SUMコミックス〉、全10巻
  1. 2002年8月15日初版発行、ISBN 4-7580-5000-7
  2. 2003年4月15日初版発行、ISBN 4-7580-5023-6
  3. 2003年12月15日初版発行、ISBN 4-7580-5046-5
  4. 2004年10月15日初版発行、ISBN 4-7580-5095-3
  5. 2005年5月15日初版発行、ISBN 4-7580-5139-9
  6. 2006年2月15日初版発行、ISBN 4-7580-5205-0
  7. 2006年8月15日初版発行、ISBN 4-7580-5229-8
  8. 2007年6月15日初版発行、ISBN 978-4-7580-5288-7
  9. 2008年8月15日初版発行、ISBN 978-4-7580-5354-9
  10. 2009年11月15日初版発行、ISBN 978-4-7580-5445-4
- 峰倉かずや 『最遊記RELOAD BLAST』 一迅社〈ZERO-SUMコミックス〉、既刊3巻（2017年10月31日現在）
  1. 2012年6月25日発売[5]、ISBN 978-4-7580-5711-0
    - 「限定版」同日発売[6]、ISBN 978-4-7580-5729-5

  2. 2014年7月25日発売[7]、ISBN 978-4-7580-5931-2
    - 「限定版」同日発売[8]、ISBN 978-4-7580-5932-9

  3. 2017年10月31日発売[9]、ISBN 978-4-7580-3267-4
    - 「特装版」同日発売[10]、ISBN 978-4-7580-3268-1
- 峰倉かずや 『最遊記異聞』 一迅社〈ZERO-SUMコミックス〉、既刊1巻（2013年4月25日現在）
  1. 2013年4月25日発売[11]、ISBN 978-4-7580-5795-0
    - 「限定版」同日発売[12]、ISBN 978-4-7580-5796-7

### 新装版
- 峰倉かずや 『最遊記』 一迅社〈ZERO-SUMコミックス〉、全9巻
  1. 2002年11月15日初版発行、ISBN 4-7580-5007-4
  2. 2002年12月15日初版発行、ISBN 4-7580-5008-2
  3. 2003年1月15日初版発行、ISBN 4-7580-5012-0
  4. 2003年2月15日初版発行、ISBN 4-7580-5015-5
  5. 2003年3月15日初版発行、ISBN 4-7580-5019-8
  6. 2003年4月15日初版発行、ISBN 4-7580-5024-4
  7. 2003年5月15日初版発行、ISBN 4-7580-5027-9
  8. 2003年6月15日初版発行、ISBN 4-7580-5030-9
  9. 2003年7月15日初版発行、ISBN 4-7580-5036-8
- 峰倉かずや 『最遊記外伝』 一迅社〈ZERO-SUMコミックス〉、全4巻
  1. 2005年12月28日初版発行、ISBN 4-7580-5203-4
  2. 2006年1月28日初版発行、ISBN 4-7580-5204-2
  3. 2007年8月15日初版発行、ISBN 978-4-7580-5299-3
  4. 2009年8月5日初版発行、ISBN 978-4-7580-5427-0

### 小説
- 峰倉かずや（原作・イラスト） / 向坂氷緒（著） 『劇場版 幻想魔伝 最遊記〜選ばれざる者への鎮魂歌〜』 エニックス〈Gファンタジーノベルズ〉、2001年10月初版発行、ISBN 4-7575-0554-X
- 峰倉かずや（原作・イラスト） / みさぎ聖（著） 『最遊記』 一迅社〈ZERO-SUMノベルス〉、全3巻
  1. 「華焔の残夢」2005年8月15日初版発行、ISBN 4-7580-3006-5
  2. 「鏡花水月」2005年8月15日初版発行、ISBN 4-7580-3007-3
  3. 「螺旋の暦」2005年8月15日初版発行、ISBN 4-7580-3008-1

### 関連書籍
- 『原作「最遊記」シリーズ パーフェクトガイド 最遊人-サイユウビト-』2005年8月15日初版発行、ISBN 4-7580-5166-6

## アニメシリーズ

### OVA『最遊記』・OVA - ドラマCD
1999年から2000年にかけて、CDドラマと連動してOVAが2巻ずつ発売。その後、テレビアニメ『幻想魔伝 最遊記』の放送開始とともにラジオ、ドラマCDなどメディア展開は発展し引き継がれていく。
スタッフ
- 原作・キャラクター原案・監修・ショート漫画 - 峰倉かずや（月刊Gファンタジー）
- 監督 - 曽我部孝
- 脚本 - 吉田玲子
- 絵コンテ・演出 - 垂永士
- 作画監督 - 佐々木敏子
- メカ作画監督 - 竹内昭
- モンスター作画監督 - 古田誠
- 美術監督 - 工藤ただし
- 色彩設計 - 木村早苗
- 撮影監督 - 久保博志
- 音響監督 - 千葉繁
- 音楽 - 中村由利子
- プロデューサー - 菊池隆
- 制作プロデューサー - 木村健吾
- 制作 - 株式会社東京キッズ
- 制作・著作 - 株式会社エニックス

主題歌「『最遊記』のテーマ〜失った時間の中に」
作詞 - 松本一起 / 作曲・編曲 - 中村由利子 / 歌 - 高橋忠史
OVA
- 第1巻 - 1999年12月22日発売
- 第2巻 - 2000年2月5日発売

CDドラマコレクションシリーズは全2巻発売。1巻は1999年8月27日に、2巻は1999年9月24日に発売された。

### テレビアニメ『幻想魔伝 最遊記』
OVA『最遊記』から八戒以外の声優を一新し、『幻想魔伝 最遊記』（げんそうまでん さいゆうき）として2000年4月4日から2001年3月27日までテレビ東京系列ほかにて、全50話が放送された。さらに2001年8月18日には劇場版が公開された。
当初は2クールで放送終了の予定だったが、4クール50話まで放送された。本作を元に4作のゲームソフトが制作されている。さらに2002年9月19日にはアニメとゲームを融合させた「インタラクティブアニメーション」を採用した『幻想魔伝 最遊記 -希望の罪過-』も制作・販売された。
スタッフ
- 原作 - 峰倉かずや（スクウェア・エニックス刊『月刊Gファンタジー』連載、一賽舎『ZERO-SUMコミックス』刊）
- 監督 - 伊達勇登
- シリーズ構成 - 隅沢克之
- キャラクターデザイン - もりやまゆうじ
- 美術監督 - 池田祐二
- 色彩設定 - 川見拓也
- 撮影監督 - 松本敦穂
- 音楽 - 桜庭統
- 音響監督 - 高桑一
- アニメーションプロデューサー - 朴谷直治
- プロデューサー - 具嶋朋子、渡辺哲也、萩野賢
- 製作 - テレビ東京、電通、ぴえろ

オープニングテーマ
「FOR REAL」（第1話〜第26話）
作詞・作曲 - 黒沢健一 / 歌 - 徳山秀典
「STILL TIME」（第27話〜第50話）
作詞・作曲 - 黒澤健一 / 編曲 - 遠山裕 / 歌 - 徳山秀典
エンディングテーマ
エンディングのみ歌詞字幕が表示されている。
「Tightrope」（第1話〜第26話）
作詞 - 大塚雄三 / 作曲・歌 - CHARCOAL FILTER
「Alone」（第27話〜第50話）
作詞 - 六ツ見純代 / 作曲・編曲 - ab:fly / 歌 - 下川みくに
挿入歌
「open up your mind」
歌 - mirai
各話リスト
| 話数 | サブタイトル                                          | 脚本       | 絵コンテ          | 演出           | 作画監督            | 放送日        |
| ---- | ----------------------------------------------------- | ---------- | ----------------- | -------------- | ------------------- | ------------- |
| 1    | Go to the West 〜はるかなる西へ〜                     | 隅沢克之   | 伊達勇登          | 伊達勇登       | 南伸一郎            | 2000年 4月4日 |
| 2    | First Game 〜黄泉への案内人〜                         | 隅沢克之   | 京田知己          | マツハシトシオ | 吉本拓二            | 4月11日       |
| 3    | His god My god 〜神のいる場所〜                       | 大和屋暁   | 岡嶋国敏          | 久城りおん     | 大坪幸麿            | 4月18日       |
| 4    | Crimson 〜茜色の涙〜                                  | 矢島大輔   | 山崎たかし        | 山崎たかし     | 鈴木弘明            | 4月25日       |
| 5    | Pure Assassin 〜美しき暗殺者〜                        | 大和屋暁   | 都留稔幸 伊達勇登 | 熊谷雅晃       | 南伸一郎            | 5月2日        |
| 6    | Shower of Bullets (Rancorous exchange) 〜呪符の怪僧〜 | 隅沢克之   | 井之川慎太郎      | 井之川慎太郎   | 外崎春雄            | 5月9日        |
| 7    | Good Night〜黄昏の別れ〜                              | 大和屋暁   | 村田雅彦          | 村田雅彦       | 西宝壌土            | 5月16日       |
| 8    | Confront 〜死を占う男〜                               | 矢島大輔   | マツハシトシオ    | マツハシトシオ | 吉本拓二            | 5月23日       |
| 9    | Lethal Trap 〜戦いの宴〜                              | 矢島大輔   | 久城りおん        | 久城りおん     | 大坪幸麿            | 5月30日       |
| 10   | Fake the Face 〜偽りの救世主〜                        | 大和屋暁   | 中山英治          | 山崎たかし     | 佐々木一浩          | 6月6日        |
| 11   | Tragic Revenge〜笑う死神〜                            | 矢島大輔   | 都留稔幸          | 熊谷雅晃       | 南伸一郎            | 6月13日       |
| 12   | Wandering Destiny 〜闇との攻防〜                      | 矢島大輔   | 井之川慎太郎      | 井之川慎太郎   | 津幡佳明            | 6月20日       |
| 13   | Crude Counterfeit 〜死を呼ぶ果実〜                    | 隅沢克之   | 林有紀            | 村田雅彦       | 西宝壌土            | 6月27日       |
| 14   | Sweet Client 〜ふたりの約束〜                         | 大和屋暁   | 京田知己          | 京田知己       | 吉本拓二            | 7月4日        |
| 15   | Fated Guys 〜紅（あか）の呪縛〜                       | 隅沢克之   | 久城りおん        | 久城りおん     | 大坪幸麿            | 7月11日       |
| 16   | Be There 〜生者への讃歌〜                             | 隅沢克之   | 山崎たかし        | 山崎たかし     | 佐々木一浩          | 7月18日       |
| 17   | Eden 〜終わりなき楽園〜                               | 矢島大輔   | 熊谷雅晃          | 熊谷雅晃       | 南伸一郎            | 7月25日       |
| 18   | Vice or Justice 〜正義の真実〜                        | 大和屋暁   | 井之川慎太郎      | 井之川慎太郎   | 井上哲              | 8月1日        |
| 19   | Don't Go Alone 〜嘆きの乙女たち〜                     | 大和屋暁   | 村田雅彦          | 村田雅彦       | 西宝壌土            | 8月8日        |
| 20   | Sandstorm 〜流砂の罠〜                                | 矢島大輔   | 坂田純一          | 京田知己       | 吉本拓二            | 8月15日       |
| 21   | Selfish 〜破滅への暴走〜                              | 隅沢克之   | 久城りおん        | 久城りおん     | 大坪幸麿            | 8月22日       |
| 22   | Devastation 〜闘いの果て〜                            | 隅沢克之   | まついひとゆき    | まついひとゆき | 津幡佳明            | 8月29日       |
| 23   | Scapegoat 〜服従の代価〜                              | 大和屋暁   | 都留稔幸          | 熊谷雅晃       | 南伸一郎            | 9月5日        |
| 24   | Mother 〜紅（あか）の絆〜                             | 矢島大輔   | 坂田純一          | 大西景介       | 井上哲              | 9月12日       |
| 25   | Tomfool! Tomboy! 〜戦慄の刺客!〜                      | 大和屋暁   | 村田雅彦          | 村田雅彦       | 西宝壌土            | 9月26日       |
| 26   | Calling 〜届かざる叫び〜                              | 隅沢克之   | 東方不敗          | 京田知己       | 吉本拓二            | 10月3日       |
| 27   | Advent 〜降臨・闘神太子〜                             | 隅沢克之   | 伊達勇登          | 伊達志津間     | 南伸一郎            | 10月10日      |
| 28   | Lonely War 〜反逆の狼煙〜                             | 隅沢克之   | まついひとゆき    | まついひとゆき | 津幡佳明            | 10月17日      |
| 29   | Unexpected Defeat 〜吠登城・陥落〜                    | 隅沢克之   | 久城りおん        | 久城りおん     | 大坪幸麿            | 10月24日      |
| 30   | Undertaker 〜地獄への招待状〜                         | 大和屋暁   | 伊達志津間        | 伊達志津間     | 南伸一郎            | 10月31日      |
| 31   | Ambition 〜神々の驕り〜                               | 西園悟     | 山崎たかし        | 山崎たかし     | 井上哲              | 11月7日       |
| 32   | Fake Star Strike Back 〜道化師の誇り〜                | 大和屋暁   | 熊谷雅晃          | 熊谷雅晃       | 西宝壌土            | 11月14日      |
| 33   | Faraway Dream 〜枯れた泪〜                            | 横手美智子 | 京田知己          | 京田知己       | 吉本拓二            | 11月21日      |
| 34   | Second Contact 〜闘神再び〜                           | 大和屋暁   | むらた雅彦        | むらた雅彦     | 南伸一郎            | 11月28日      |
| 35   | Solitude 〜孤独の魂〜                                 | 隅沢克之   | 成田歳法          | 久城りおん     | 大坪幸麿            | 12月5日       |
| 36   | Brotherhood 〜紅い花〜                                | 西園悟     | まついひとゆき    | まついひとゆき | 小林利充            | 12月12日      |
| 37   | Taciturnity 〜閉ざされた微笑〜                        | 大和屋暁   | 伊達志津間        | 渡辺健一郎     | 西宝壌土            | 12月19日      |
| 38   | Fleeting Vision 〜はたせぬ約束〜                      | 西園悟     | 山崎たかし        | 山崎たかし     | 井上哲              | 12月26日      |
| 39   | Misty Rain 〜雨〜                                     | 横手美智子 | むらた雅彦        | むらた雅彦     | 南伸一郎            | 2001年 1月9日 |
| 40   | Twilight 〜不機嫌な太陽〜                             | 隅沢克之   | 大西景介          | 大西景介       | 吉本拓二            | 1月16日       |
| 41   | Collage 〜静かなる波紋〜                              | 隅沢克之   | 久城りおん        | 久城りおん     | 大坪幸麿            | 1月23日       |
| 42   | Festival 〜忘れえぬ風景〜                             | 隅沢克之   | 都留稔幸          | 熊谷雅晃       | 西宝壌土            | 1月30日       |
| 43   | Tears 〜虚像の街〜                                    | 西園悟     | まついひとゆき    | まついひとゆき | 小林利充            | 2月6日        |
| 44   | Plunderer 〜経文強奪〜                                | 大和屋暁   | むらた雅彦        | むらた雅彦     | 南伸一郎            | 2月13日       |
| 45   | Glorious Days 〜夜明け前〜                            | 横手美智子 | 山崎たかし        | 山崎たかし     | 井上哲              | 2月20日       |
| 46   | Chaos 〜揺らぐ大地〜                                  | 大和屋暁   | 伊達志津間        | 熊谷雅晃       | 西宝壌土            | 2月27日       |
| 47   | Guilty or Not Guilty 〜戒罪〜                         | 西園悟     | 久城りおん        | 久城りおん     | 大坪幸麿            | 3月6日        |
| 48   | Absolutely Heaven 〜自由への扉〜                      | 横手美智子 | 都留稔幸          | 都留稔幸       | 南伸一郎            | 3月13日       |
| 49   | Missing Desire 〜輝く楽園〜                           | 大和屋暁   | まついひとゆき    | まついひとゆき | 吉本拓二            | 3月20日       |
| 50   | Alone 〜西へ〜                                        | 隅沢克之   | むらた雅彦        | むらた雅彦     | 杉山東夜美 南伸一郎 | 3月27日       |

放送局
| 放送地域       | 放送局             | 放送期間                       | 放送日時                                | 放送系列              |
| -------------- | ------------------ | ------------------------------ | --------------------------------------- | --------------------- |
| 関東広域圏     | テレビ東京         | 2000年4月4日 - 2001年3月27日   | 火曜 18:30 - 19:00                      | テレビ東京系列        |
| 北海道         | テレビ北海道       | 2000年4月4日 - 2001年3月27日   | 火曜 18:30 - 19:00                      | テレビ東京系列        |
| 愛知県         | テレビ愛知         | 2000年4月4日 - 2001年3月27日   | 火曜 18:30 - 19:00                      | テレビ東京系列        |
| 大阪府         | テレビ大阪         | 2000年4月4日 - 2001年3月27日   | 火曜 18:30 - 19:00                      | テレビ東京系列        |
| 岡山県・香川県 | テレビせとうち     | 2000年4月4日 - 2001年3月27日   | 火曜 18:30 - 19:00                      | テレビ東京系列        |
| 福岡県         | TVQ九州放送        | 2000年4月4日 - 2001年3月27日   | 火曜 18:30 - 19:00                      | テレビ東京系列        |
| 日本全域       | BSジャパン         | 2000年12月6日 - 2001年11月23日 | 水曜 18:55 - 19:25                      | テレビ東京系列 BS放送 |
| 三重県         | 三重テレビ         | 2000年10月 - 2001年            | 月曜 17:00 - 17:30                      | 独立局                |
| 滋賀県         | びわ湖放送         | 2000年6月29日 - 2001年         | 木曜 19:00 - 19:30                      | 独立局                |
| 宮城県         | 東北放送           | 2001年7月7日 - ?年             | 土曜 17:30 - 18:00                      | TBS系列               |
| 福島県         | テレビユー福島     | 2000年11月 - 2001年            | 火曜 0:50 - 1:20（月曜深夜）            | TBS系列               |
| 静岡県         | 静岡放送           | 2000年7月29日 - 2001年         | 土曜 2:05 - 2:35（金曜深夜）            | TBS系列               |
| 日本全域       | AT-X               | 2002年10月29日 - 2003年5月2日  | 火曜 11:00 - 12:00 （リピート放送あり） | CS放送                |
| 日本全域       | キッズステーション |                                |                                         | CS放送                |

### 『劇場版 幻想魔伝 最遊記 Requiem 選ばれざる者への鎮魂歌』
2001年8月18日より全国松竹系にて公開。また、小説として劇場版の書籍化もされた。興行収入2.5億円。
スタッフ
- 原作 - 峰倉かずや
- 監督 - 伊達勇登
- 脚本 - 隅沢克之
- キャラクターデザイン・総作画監督 - もりやまゆうじ
- 絵コンテ - 伊達勇登、久城りおん、都留稔幸、伊達志津間、むらた雅彦
- 演出 - 熊谷雅晃、久城りおん、都留稔幸、伊達勇登、むらた雅彦
- 作画監督 - 千葉道徳、大坪幸麿、大西雅也、大西貴子、西宝壌土、高木弘樹、中森良治
- 美術監督 - 一色美緒
- 色彩設計 - 川見拓也
- デジタル撮影監督 - 松本敦穂
- 音楽 - 千住明
- 音響監督 - 高桑一
- プロデューサー - 吉田剛、高見正人、松浦克義、山西太平、谷真輝、小松賢志、渡辺仁美
- 製作 - 劇場版 最遊記プロジェクト（松竹、ぴえろ、エニックス、電通、テレビ東京、日本出版販売、ムービック）
- 配給 - 松竹

主題歌「TIGHTROPE」
作詞・作曲・歌 - TETSU69

### テレビアニメ『最遊記RELOAD』
『幻想魔伝 最遊記』から2年半ぶりにテレビアニメ化。最遊記シリーズのリブートアニメーション。2003年10月2日から2004年3月25日まで全25話が放送された。
番組の次回予告後「うら最」こと短編アニメをコーナーとして放送。2003年12月25日は2話放送され、2004年3月25日は本編が最終回のためそちらを優先し前週で終了した。
スタッフ
- 原作 - 峰倉かずや（一賽舎刊『月刊コミックZERO-SUM』連載）
- 監督・シリーズ構成・音響監督 - えんどうてつや
- キャラクターデザイン - 大竹紀子
- 美術監督 - 一色美緒
- 色彩設計 - いわみみか。
- 撮影監督 - 白井久男
- 編集 - 松村正宏
- 音楽 - DIMENSION、池田大介
- 録音演出 - 高桑一
- プロデューサー - 具嶋朋子、山西太平、津野竜之輔
- 製作 - テレビ東京、電通、ぴえろ

主題歌
第1期ではエンディングのみ映像の下部に歌詞字幕が表示されていたが、『RELOAD』からはオープニング、エンディングともに歌詞字幕はない。
オープニングテーマ「Wild Rock」
作詞 - Haze / 作曲・編曲・歌 - BUZZLIP
エンディングテーマ
「ID」
作詞 - 及崎森平 / 作曲 - 満園庄太郎 / 編曲 - 豊田稔 / 歌 - flow-war
「吹きすさぶ風の中で」
作詞 - 三枝夕夏 / 作曲・編曲 - 徳永暁人 / 歌 - WAG
各話リスト
| 本編 | 本編                                     | 本編           | 本編                          | 本編           | 本編                      | うら最 | うら最               | うら最                    | うら最                    | うら最         | うら最                | 放送日         |
| 話数 | サブタイトル                             | 脚本           | 絵コンテ                      | 演出           | 作画監督                  | 回     | タイトル             | シナリオ                  | 絵コンテ                  | 演出           | 作画監督              | 放送日         |
| ---- | ---------------------------------------- | -------------- | ----------------------------- | -------------- | ------------------------- | ------ | -------------------- | ------------------------- | ------------------------- | -------------- | --------------------- | -------------- |
| 1    | 弾は再び込められた 〜Run〜               | 浅川美也       | えんどうてつや                | えんどうてつや | 大竹紀子                  | 1      | GO WEST              | えんどうてつや            | えんどうてつや            | えんどうてつや | 大竹紀子              | 2003年 10月2日 |
| 2    | うごめく罠 〜Wanted Dead or Alive〜      | えんどうてつや | ヤマトナオミチ えんどうてつや | ヤマトナオミチ | 大久保修                  | 2      | ある日の午後         | 峰倉かずや                | 峰倉かずや                | ヤマトナオミチ | 大久保修              | 10月9日        |
| 3    | 史上最強の敵 〜Lethal Weapon〜           | 待田堂子       | 今千秋                        | 岡嶋国敏       | 田中誠輝                  | 3      | 春巻                 | 峰倉かずや                | 峰倉かずや                | 岡嶋国敏       | 田中誠輝              | 10月16日       |
| 4    | 最後の約束 〜Negative Energy〜           | 山口伸明       | 今千秋                        | 佐藤昌文       | 井上哲                    | 4      | 紙相撲 Episode I     | えんどうてつや            | えんどうてつや            | 今千秋         | 遠藤裕一              | 10月23日       |
| 5    | 眠る思い出 〜Voice〜                     | 浅川美也       | 伊藤真朱                      | 伊藤真朱       | 遠藤裕一                  | 5      | 紙相撲 Episode II    | えんどうてつや            | えんどうてつや            | 今千秋         | 遠藤裕一              | 10月30日       |
| 6    | 奪還 〜Sad Memory〜                      | 浅川美也       | 今千秋                        | 今千秋         | 大西貴子                  | 6      | 紙相撲 Episode III   | えんどうてつや            | えんどうてつや            | 今千秋         | 遠藤裕一              | 11月6日        |
| 7    | 小さな相棒 〜Little Will〜               | 待田堂子       | 岩永彰                        | 岩永彰         | 宮田奈保美                | 7      | GO WEST 2            | えんどうてつや            | えんどうてつや            | 岩永彰         | 宮田奈保美            | 11月13日       |
| 8    | おいしい料理 〜Poison〜                  | 浅川美也       | えんどうてつや ヤマトナオミチ | ヤマトナオミチ | 井上哲                    | 8      | うごめく触角         | えんどうてつや            | えんどうてつや            | ヤマトナオミチ | 井上哲                | 11月20日       |
| 9    | 落ちない城 〜Self Defense〜              | 待田堂子       | 岡嶋国敏                      | 岡嶋国敏       | 相羽憲介 Shin-Jae-Ik      | 9      | 続・春巻             | えんどうてつや 峰倉かずや | えんどうてつや 峰倉かずや | 岡嶋国敏       | 田中誠輝              | 11月27日       |
| 10   | 妖怪・玄奘三蔵 〜Trick or Treat〜        | 浅川美也       | 今千秋                        | 今千秋         | 大西貴子                  | 10     | 領収書               | 今千秋                    | 今千秋                    | 今千秋         | 大西貴子              | 12月4日        |
| 11   | 優しい面影 〜Mother〜                    | 山口伸明       | しまづ聡行                    | 松本マサユキ   | 大西貴子                  | 11     | GO WEST 3            | えんどうてつや            | えんどうてつや            | 松本マサユキ   | 遠藤裕一              | 12月11日       |
| 12   | 神隠しの山 〜Tiny Dream〜                | 池田日出子     | 佐藤昌文 えんどうてつや       | 佐藤昌文       | 飯飼一幸                  | 12     | 散髪                 | 峰倉かずや                | 峰倉かずや                | 今千秋         | 大西貴子              | 12月18日       |
| 13   | ほんの小さなちいさなお話 〜Lovely Baby〜 | 山口伸明       | 岩永彰                        | 岩永彰         | 宮田奈保美 竹内昭         | 13     | 春巻 in クリスマス   | 今千秋                    | 今千秋                    | 今千秋         | 大西貴子              | 12月25日       |
| 13   | ほんの小さなちいさなお話 〜Lovely Baby〜 | 山口伸明       | 岩永彰                        | 岩永彰         | 宮田奈保美 竹内昭         | 14     | 聖夜（また、うら最） | 今千秋                    | 今千秋                    | 今千秋         | 大西貴子              | 12月25日       |
| 14   | 暗闇のささやき 〜Black Crow〜            | 池田日出子     | 畠山茂樹                      | 畠山茂樹       | はっとりますみ            | 15     | 前世占い             | 今千秋                    | 今千秋                    | 今千秋         | 稲木杏 はっとりますみ | 2004年 1月8日  |
| 15   | 予感 〜Secret Ambition〜                 | 池田日出子     | 今千秋                        | 今千秋         | 大西貴子                  | 16     | GET UP               | 今千秋                    | 今千秋                    | 今千秋         | 大西貴子              | 1月15日        |
| 16   | あしあと 〜Opposite〜                    | 山口伸明       | しまず聡行                    | 岡嶋国敏       | 田中誠輝                  | 17     | 編みもの             | 今千秋                    | 今千秋                    | 今千秋         | 杉藤さゆり            | 1月22日        |
| 17   | 叶えられない願い 〜Wish〜                | 待田堂子       | 渡辺純央                      | 山口武志       | 田中誠輝                  | 18     | ダウジング           | 今千秋                    | 今千秋                    | 今千秋         | 杉藤さゆり            | 1月29日        |
| 18   | 哀しい絆 〜Critical Day〜                | 待田堂子       | しまず聡行                    | えんどうてつや | 山本佐和子                | 19     | 肝だめし             | 浅川美也                  | えんどうてつや            | えんどうてつや | 杉藤さゆり            | 2月5日         |
| 19   | カミサマ 〜Farewell〜                    | 待田堂子       | 岩永彰                        | 岩永彰         | 宮田奈保美                | 20     | 編みもの VOL.2       | 今千秋 神澤美穂子         | 今千秋                    | 今千秋         | 杉藤さゆり            | 2月12日        |
| 20   | 序曲 〜Chase〜                           | 浅川美也       | 畠山茂樹                      | 畠山茂樹       | 飯飼一幸                  | 21     | WEAPON               | 畠山茂樹                  | 畠山茂樹                  | 畠山茂樹       | 杉藤さゆり            | 2月19日        |
| 21   | 戦闘 〜Don't Cry〜                       | 浅川美也       | 岡嶋国敏                      | 岡嶋国敏       | 相羽憲介                  | 22     | 壊されたもの         | 杉藤さゆり                | 杉藤さゆり                | 杉藤さゆり     | 杉藤さゆり            | 2月26日        |
| 22   | 砕かれたもの 〜Pain〜                    | 山口伸明       | 今千秋                        | 今千秋         | 大西貴子                  | 23     | 歯みがき             | 峰倉かずや                | 今千秋                    | 今千秋         | 杉藤さゆり            | 3月4日         |
| 23   | オレ達のやり方 〜Dawn〜                  | 侍田堂子       | 渡辺純央 えんどうてつや       | 渡辺純央       | はっとりますみ 杉藤さゆり | 24     | お着替え             | 杉藤さゆり                | 杉藤さゆり                | 杉藤さゆり     | 杉藤さゆり            | 3月11日        |
| 24   | 再戦 〜Go Ahead〜                        | 山口伸明       | 岩永彰                        | 岩永彰         | 宮田奈保美                | 25     | 最終回               | 峰倉かずや                | 峰倉かずや                | 今千秋         | 大竹紀子              | 3月18日        |
| 25   | 決着 〜Nothing to Give〜                 | 山口伸明       | しまず聡行                    | 伊藤真朱       | 山本佐和子                | -      | -                    | -                         | -                         | -              | -                     | 3月25日        |

放送局
| 放送地域       | 放送局         | 放送期間                      | 放送日時           | 放送系列       | 備考                                     |
| -------------- | -------------- | ----------------------------- | ------------------ | -------------- | ---------------------------------------- |
| 関東広域圏     | テレビ東京     | 2003年10月2日 - 2004年3月25日 | 木曜 18:30 - 19:00 | テレビ東京系列 | 制作局                                   |
| 北海道         | テレビ北海道   | 2003年10月2日 - 2004年3月25日 | 木曜 18:30 - 19:00 | テレビ東京系列 |                                          |
| 愛知県         | テレビ愛知     | 2003年10月2日 - 2004年3月25日 | 木曜 18:30 - 19:00 | テレビ東京系列 |                                          |
| 大阪府         | テレビ大阪     | 2003年10月2日 - 2004年3月25日 | 木曜 18:30 - 19:00 | テレビ東京系列 |                                          |
| 岡山県・香川県 | テレビせとうち | 2003年10月2日 - 2004年3月25日 | 木曜 18:30 - 19:00 | テレビ東京系列 |                                          |
| 福岡県         | TVQ九州放送    | 2003年10月2日 - 2004年3月25日 | 木曜 18:30 - 19:00 | テレビ東京系列 |                                          |
| 岐阜県         | 岐阜放送       | 2003年10月2日 - 2004年3月25日 | 木曜 18:30 - 19:00 | 独立局         | 独自の特番により別枠になることもあった。 |
| 福島県         | テレビユー福島 |                               | 日曜 2:10 - 2:40   | TBS系列        |                                          |

### テレビアニメ『最遊記RELOAD GUNLOCK』
この作品も最遊記シリーズのリブートアニメーション。『最遊記RELOAD』の放送終了から間を置かずに、放送時間を深夜に移し、タイトルを『最遊記RELOAD GUNLOCK』（さいゆうきリロード ガンロック）と改題して2004年4月1日から9月23日まで全26話が放送された。13話からはヘイゼルとガトが登場し、最終回までは「ヘイゼル篇」。話の展開や結末は現時点ではアニメオリジナルである。原作（2 - 6、10、13、14話）の内容を忠実に準拠、大半は『RELOAD』と同じくアニメ独自のストーリーで展開される。
スタッフ
RELOADを参照。
主題歌
オープニングテーマ「Don't look back again」
作詞・歌 - WAG / 作曲・編曲 - 徳永暁人
エンディングテーマ
「見つめていたい」
作詞 - 及崎森平 / 作曲 - 満園庄太郎 / 編曲 - 豊田稔 / 歌 - flow-war
「白の呪文」
作詞・作曲・編曲 - 徳永暁人 / 歌 - doa
各話リスト
| 話数 | サブタイトル                    | 脚本                               | 絵コンテ                | 演出           | 作画監督                                | 放送日        |
| ---- | ------------------------------- | ---------------------------------- | ----------------------- | -------------- | --------------------------------------- | ------------- |
| 1    | 魔物が棲む寺 〜nest〜           | 池田日出子 浅川美也 えんどうてつや | えんどうてつや          | 今千秋         | 大西貴子 杉藤さゆり                     | 2004年 4月1日 |
| 2    | 放たれた悪夢 〜rabbits〜        | 山口伸明                           | 今千秋                  | 畠山茂樹       | 松岡秀則                                | 4月8日        |
| 3    | 激流 〜against the stream〜     | 待田堂子                           | しまづ聡行              | 岡嶋国敏       | 相羽憲介                                | 4月15日       |
| 4    | 遭遇 〜fake〜                   | 山口伸明                           | 阿部栞士                | 清水明         | 山本佐和子                              | 4月22日       |
| 5    | 闘争 〜the opponent〜           | 浅川美也                           | 今千秋                  | 今千秋         | 大西貴子 相羽憲介                       | 4月29日       |
| 6    | 覚醒 〜back〜                   | 浅川美也                           | 影山楙倫                | 岩永彰         | 宮田奈保美                              | 5月6日        |
| 7    | 呪いの双六 〜inevitable game〜  | 待田堂子                           | 早川啓二 えんどうてつや | 清水明         | 松岡秀明 山本佐和子                     | 5月13日       |
| 8    | 紅い髪の女 〜stupid woman〜     | 浅川美也                           | 石平信司                | 岩田義彦       | 秋島栄太 上石忠太                       | 5月20日       |
| 9    | 対決 〜muzzle〜                 | 山口伸明                           | 石平信司 えんどうてつや | 岡嶋国敏       | 田中誠輝                                | 5月27日       |
| 10   | 埋もれた夢 〜Snow drop〜        | 山口伸明                           | 今千秋                  | 今千秋         | 大西貴子                                | 6月3日        |
| 11   | 八戒の家出!? 〜reflection〜     | 待田堂子                           | 影山楙倫 えんどうてつや | 岩永彰         | 宮田奈保美                              | 6月10日       |
| 12   | からくりの館 〜two faces〜      | 友永コリエ                         | 石平信司 えんどうてつや | 廣川集一       | 下川寿士                                | 6月17日       |
| 13   | 西から来た男 〜open your eyes〜 | えんどうてつや                     | 今千秋                  | 清水明         | 大竹紀子 山本佐和子                     | 6月24日       |
| 14   | 奇跡の行方 〜pilgrim〜          | 浅川美也                           | 津之田三蔵              | 西村大樹       | Choi Hoon-chui 山沢実                   | 7月1日        |
| 15   | 追悼の果てに 〜death wish〜     | 友永コリエ えんどうてつや          | 石平信司 えんどうてつや | 岡嶋国敏       | 田中誠輝 相羽憲介                       | 7月8日        |
| 16   | 再生 〜sympathy〜               | 友永コリエ えんどうてつや          | 今千秋                  | 今千秋         | くわがたこうじ                          | 7月15日       |
| 17   | 襲撃 〜intruder〜               | 山口伸明                           | 津之田三蔵              | 清水明         | 山本佐和子 大竹紀子                     | 7月22日       |
| 18   | 疑念 〜hesitation〜             | 山口伸明                           | ARMS えんどうてつや     | 朝倉カイト     | 描猫                                    | 7月29日       |
| 19   | 追憶 〜deprivation〜            | 待田堂子 えんどうてつや            | 石平信司 えんどうてつや | 西村大樹       | 百瀬恵美子 Choi Hoon-chui               | 8月5日        |
| 20   | 亀裂 〜misunderstanding〜       | 待田堂子 えんどうてつや            | 今千秋                  | 今千秋         | 大西貴子 杉藤さゆり                     | 8月12日       |
| 21   | 蘇りし男 〜desperado〜          | 友永コリエ 浅川美也 えんどうてつや | 紫紺 えんどうてつや     | 岡嶋国敏       | 相羽憲介                                | 8月19日       |
| 22   | 策略 〜checkmate〜              | 山口伸明 えんどうてつや            | 今千秋                  | 清水明         | 山本佐和子 杉藤さゆり 大竹紀子          | 8月26日       |
| 23   | 突破口 〜battle royal〜         | 浅川美也 えんどうてつや            | 紫紺 えんどうてつや     | 剛田隼人       | Lee Min-bae 半野拍                      | 9月2日        |
| 24   | 死闘 〜sunny day〜              | えんどうてつや                     | 今千秋                  | 今千秋         | くわがたこうじ 杉藤さゆり               | 9月9日        |
| 25   | 守るべきもの 〜truth〜          | えんどうてつや                     | 津之田三蔵              | 廣川集一       | 田中誠輝 相羽憲介                       | 9月16日       |
| 26   | 慟哭 〜close your eyes〜        | えんどうてつや                     | えんどうてつや          | えんどうてつや | 山本佐和子 大西貴子 杉藤さゆり 大竹紀子 | 9月23日       |

### OVA『最遊記RELOAD -burial-』
原作コミックスより、人気の高いエピソード『埋葬編』を映像化。 2007年から2008年にかけてOVA全3巻が発売された（発売元はフロンティアワークス、販売元はジェネオンエンタテインメント）。
『最遊記』シリーズでは1999年に全2巻発売されて以来8年ぶり、現行のキャスト（石田彰のみ1999年のOVAに出演）では初めてのOVA作品。
スタッフ
- 監督 - 大畑晃一
- シリーズ構成・脚本 - 隅沢克之
- キャラクターデザイン - YONZO.
- 総作画監督 - 結城晒
- 美術監督 - 池田祐二（第1話）、池田繁美（第2話・第3話）
- 色彩設計 - 甲斐けいこ
- 撮影監督 - 吉田寛
- 編集 - 瀬山武司
- 音楽 - 鈴木達也
- 音響監督 - 高桑一
- プロデューサー - 野村美加、団野喜人、近藤良英
- 制作 - ぴえろ
- アニメーション制作 - ARMS
- 製作 - OVA最遊記RELOAD製作委員会（フロンティアワークス、ぴえろ、電通、テレビ東京、テレビ東京メディアネット）

主題歌
オープニングテーマ「Late-show」
作詞 - 峰倉かずや / 作曲・編曲・歌 - GARDEN
エンディングテーマ「shiny moon」
作詞 - こさかなおみ / 作曲・編曲 - 村上広一 / 歌 - 三蔵、悟空、悟浄（関俊彦、保志総一朗、平田広明）
各巻リスト
| 巻数   | サブタイトル      | 収録エピソード    | 時間     | 絵コンテ          | 演出     | 作画監督                                                   |
| ------ | ----------------- | ----------------- | -------- | ----------------- | -------- | ---------------------------------------------------------- |
| 第壱巻 | 〜三蔵法師の章〜  | 〜玄奘三蔵の章〜  | 26分11秒 | 大畑晃一          | 渡辺純央 | Eun IkHyoun Park CahngHwan Kim YoonJoung 藤田正幸 小野陽子 |
| 第壱巻 | 〜三蔵法師の章〜  | 〜烏哭の章〜      | 17分14秒 | 大畑晃一          | 渡辺純央 | Eun IkHyoun Park CahngHwan Kim YoonJoung 藤田正幸 小野陽子 |
| 第弐巻 | 〜孫悟空の章〜    | 〜孫悟空の章〜    | 26分31秒 | 大畑晃一          | 和田裕一 | Kim YoonJoung Eun IkHyoun                                  |
| 第参巻 | 〜悟浄&八戒の章〜 | 〜悟浄&八戒の章〜 | 27分35秒 | 大畑晃一 和田裕一 | 和田裕一 | Kim YoonJoung                                              |
| 第参巻 | 〜悟浄&八戒の章〜 | 〜終章〜          | 2分28秒  | 大畑晃一 和田裕一 | 和田裕一 | Kim YoonJoung                                              |

### OVA『最遊記外伝』
原作第18話から最終話を映像化。2011年より全3巻にて発売。
2013年4月26日には特別篇が発売。原作第11 - 13話を天蓬元帥の視点から描かれ、原作者自らがプロット構成している。また「さいゆうきがいでん」も収録。
スタッフ
- 監督 - 葛谷直行
- 企画 - 及川武
- シリーズ構成 - 峰倉かずや
- 脚本 - 代々木一
- キャラクターデザイン・総作画監督 - 原田峰文
- 美術監督 - 椋本豊
- 色彩設計 - 後藤恵子
- 撮影監督 - 森下成一
- 編集 - 瀬山武司
- 音楽 - 長嶌寛幸（Anpro）
- 音楽プロデューサー - 宮崎大介、吉川明
- 音響監督 - 高桑一
- プロデューサー - 今優子、白石容子
- 制作協力 - スタジオ・イゼナ
- アニメーション制作 - Anpro
- 協力 - ぴえろ、電通、テレビ東京
- 製作 - 最遊記外伝製作委員会

主題歌
オープニングテーマ「桜の樹の下」
作詞・作曲・歌 - KOKIA / 編曲 - 石塚徹
エンディングテーマ「光の方へ」
作詞・作曲・歌 - KOKIA / 編曲 - KOKIA、浦清英
各巻リスト
| 巻数   | サブタイトル | 絵コンテ   | 演出     | 作画監督         |
| ------ | ------------ | ---------- | -------- | ---------------- |
| 第壱巻 | 桜雲の章     | 高本宣弘   | 葛谷直行 | 原田峰文         |
| 第弐巻 | 散華の章     | 柳沢テツヤ | 葛谷直行 | 原田峰文、小松信 |
| 第参巻 | 萌芽の章     | 高本宣弘   | -        | -                |
| 特別篇 | 香花の章     |            | -        | -                |

### テレビアニメ『最遊記RELOAD BLAST』
最遊記20周年プロジェクトとして2017年7月より9月までAT-X、TOKYO MX、サンテレビ、テレビ愛知、BS11にて放送された。『最遊記RELOAD BLAST』および『最遊記外伝』のOVAでは簡略化された部分を中心に映像化されている。『最遊記RELOAD』と同じく、番組の次回予告後「うら最」こと短編アニメをコーナーとして放送。
スタッフ
- 監督 - 中野英明
- シリーズ構成・脚本 - 古怒田健志
- キャラクターデザイン・総作画監督 - 佐藤陽子
- サブキャラクターデザイン・総作画監督 - 小林利充
- プロップデザイン - 杉村友和
- アクション作画監督 - 才木康寛
- 美術監督 - 黛昌樹
- 色彩設計 - 山上愛子
- 撮影監督 - 浅川茂輝
- 編集 - 木村佳史子
- 音響監督 - 髙桑一
- 音楽 - 加藤達也
- 音楽制作 - ランティス
- 音楽プロデューサー - 川島麻衣
- プロデューサー - 白石容子、小柳好夫、河本紗知、山内康弘、木皿陽平、礒谷徳知、飯島江美子
- アニメーションプロデューサー - 米沢恵美
- アニメーション制作 - プラチナビジョン
- 製作 - 最遊記RB PROJECT（フロンティアワークス、一迅社、KADOKAWA、電通、ヨークトゥードゥ・ジャパン、ランティス、AT-X、ぴえろ）

主題歌
オープニングテーマ「move on! イバラミチ」
作詞 - 谷山紀章 / 作曲・編曲 - 飯塚昌明 / 歌 - GRANRODEO
エンディングテーマ「リフレイン」
作詞・作曲 - PON / 編曲・歌 - ラックライフ
各話リスト
| 本編   | 本編         | 本編     | 本編            | 本編                 | 本編              | うら最 | うら最                                                          | うら最     | うら最   | うら最   | うら最   | 放送日        |
| 話数   | サブタイトル | 絵コンテ | 演出            | 作画監督             | 総作画監督        | 回     | タイトル                                                        | シナリオ   | 絵コンテ | 演出     | 作画監督 | 放送日        |
| ------ | ------------ | -------- | --------------- | -------------------- | ----------------- | ------ | --------------------------------------------------------------- | ---------- | -------- | -------- | -------- | ------------- |
| 第1話  | 突風         | 更一灯   | 奥野浩行        | 伊藤美奈             | 佐藤陽子 小林利充 | 1      | The Festival of the Weather 七夕                                | 古怒田健志 | 中野英明 | 中野英明 | 小林利充 | 2017年 7月5日 |
| 第2話  | 雲鏡         | 中野英明 | 中野英明        | 小川浩司             | 小林利充          | 2      | Waterslider ウォータースライダーSplit the Watermelon スイカ割り | 古怒田健志 | 中野英明 | 中野英明 | 小林利充 | 7月12日       |
| 第3話  | 天葬         | 小林孝志 | 徳本善信        | 梶浦紳一郎、櫻井拓郎 | 小林利充          | 3      | Toilet トイレ                                                   | 古怒田健志 | 中野英明 | 中野英明 | 小林利充 | 7月19日       |
| 第4話  | 哪吒         | 中野英明 | 嵯峨敏          | 南伸一郎             | 小林利充          | 4      | Letter おたより                                                 | 古怒田健志 | 中野英明 | 中野英明 | 小林利充 | 7月26日       |
| 第5話  | 花宴         | 徳本善行 | 徳本善行        | 伊藤美奈             | 小林利充          | 5      | Summer Festival 夏の祭典                                        | 古怒田健志 | 中野英明 | 中野英明 | 小林利充 | 8月2日        |
| 第6話  | 約束         | 中野英明 | 中野英明        | 梶浦紳一郎、櫻井拓郎 | 小林利充          | -      |                                                                 | -          | -        | -        | -        | 8月9日        |
| 第7話  | 恒天         | 奥野浩行 | 奥野浩行        | 小川浩司             | 小林利充          | 6      | Shaved Ice かき氷                                               | 古怒田健志 | 中野英明 | 中野英明 | 小林利充 | 8月16日       |
| 第8話  | 結界         | 町谷俊輔 | 町谷俊輔        | 南伸一郎             | 佐藤陽子          | 7      | Part-time Job バイト                                            | 古怒田健志 | 中野英明 | 中野英明 | 小林利充 | 8月23日       |
| 第9話  | 邂逅         | 徳本善信 | 奥野浩行 加藤顕 | 伊藤美奈             | 小林利充          | -      |                                                                 | -          | -        | -        | -        | 8月30日       |
| 第10話 | 勅命         | 中野英明 | 中野英明        | 小川浩司             | 小林利充          | 8      | The Honest Woodman 金の斧                                       | 古怒田健志 | 中野英明 | 中野英明 | 小林利充 | 9月6日        |
| 第11話 | 襲撃         | 嵯峨敏   | 嵯峨敏          | 梶浦紳一郎、櫻井拓郎 | 小林利充          | 9      | The Dark Pot 闇鍋                                               | 古怒田健志 | 中野英明 | 中野英明 | 小林利充 | 9月13日       |
| 第12話 | 背天         | 中野英明 | 中野英明        | 南伸一郎、伊藤美奈   | 小林利充 佐藤陽子 | 10     | The Sun 太陽                                                    | 久尾歩     | 中野英明 | 中野英明 | 小林利充 | 9月20日       |

放送局
| 放送期間                | 放送時間                     | 放送局     | 対象地域 | 備考                      |
| ----------------------- | ---------------------------- | ---------- | -------- | ------------------------- |
| 2017年7月5日 - 9月20日  | 水曜 22:30 - 23:00           | AT-X       | 日本全域 | CS放送 / リピート放送あり |
| 2017年7月7日 - 9月22日  | 金曜 0:00 - 0:30（木曜深夜） | TOKYO MX   | 東京都   |                           |
|                         | 金曜 23:30 - 土曜 0:00       | サンテレビ | 兵庫県   |                           |
| 2017年7月10日 - 9月25日 | 月曜 1:30 - 2:00（日曜深夜） | BS11       | 日本全域 | BS放送 / 『ANIME+』枠     |
| 2017年7月11日 - 9月26日 | 火曜 3:05 - 3:35（月曜深夜） | テレビ愛知 | 愛知県   |                           |

| 配信開始日 | 配信時間 | 配信サイト | 2017年7月 |
| ---------- | --- | ---------- | --------- |
| 未定       | AbemaTV ニコニコ生放送 GYAO! Rakuten SHOWTIME ビデオマーケット バンダイチャンネル ニコニコチャンネル GYAO!ストア dアニメストア U-NEXT アニメ放題 dTV |            |           |

BD / DVD
| 巻 | 発売日         | 収録話          | 規格品番  | 規格品番  |
| 巻 | 発売日         | 収録話          | BD        | DVD       |
| -- | -------------- | --------------- | --------- | --------- |
| 1  | 2017年8月23日  | 第1話 - 第3話   | MFXC-0019 | MFBC-0069 |
| 2  | 2017年9月27日  | 第4話 - 第6話   | MFXC-0020 | MFBC-0070 |
| 3  | 2017年10月25日 | 第7話 - 第9話   | MFXC-0021 | MFBC-0071 |
| 4  | 2017年11月29日 | 第10話 - 第12話 | MFXC-0022 | MFBC-0072 |

### テレビアニメ『最遊記RELOAD -ZEROIN-』
2022年1月から3月までAT-Xほかにて放送された。
ゼロインとある通り、以前のテレビアニメでも描いていた『最遊記RELOAD』の「Even a worm編」を原作とし、より原作の内容に沿った形をとる。
5話では後半パートをうら最として、『六芒星館殺人事件』を映像化。
スタッフ
- 原作 - 峰倉かずや
- 監督 - 髙田美里
- シリーズ構成 - 横手美智子、松井亜弥
- キャラクターデザイン・プロップデザイン・総作画監督 - 小倉典子
- 美術設定 - 青木智由紀、イノセユキエ
- 美術監督 - 深井絵梨香
- 色彩設計 - 野地弘納
- 3DCGIディレクター - 山崎嘉雅
- 撮影監督 - 後藤晴香
- 編集 - 梅津朋美
- 音楽 - 白戸佑輔
- 音響監督 - 髙桑一
- 音楽制作 - ランティス
- プロデューサー - 白石容子、深尾聡志、神宮司剛史、岡田昭彦、竹山茂人、礒谷徳知、里見哲朗、鹿熊千秋、内山祐紀
- アニメーションプロデューサー - 柴宏和
- アニメーション制作 - ライデンフィルム
- 製作 - 最遊記RELOAD -ZEROIN- 製作委員会

主題歌
「カミモホトケモ」
GRANRODEOによるオープニングテーマ。作詞は谷山紀章、作曲・編曲は飯塚昌明。
「流転」
仲村宗悟によるエンディングテーマ。作詞・作曲は仲村、編曲は村山☆潤。

各話リスト
| 話数   | サブタイトル         | 脚本       | 絵コンテ                   | 演出                       | 作画監督                                                                                                 | アクション作画監督 | 放送日        |
| ------ | -------------------- | ---------- | -------------------------- | -------------------------- | --- | ------------------ | ------------- |
| 一話   | 青い目の天使         | 横手美智子 | 髙田美里 久行宏和          | 髙田美里                   | 小倉典子                                                                                                 | 久行宏和           | 2022年 1月6日 |
| 二話   | 命の価値             | 横手美智子 | 髙田美里                   | 髙田美里                   | 鈴木奈都子、桜井正明、山村俊了                                                                           | 井村学             | 1月13日       |
| 三話   | 人間と妖怪           | 松井亜弥   | 外山草                     | 山﨑立士                   | 小川みずえ、西田美弥子                                                                                   | 井村学             | 1月20日       |
| 四話   | 選択                 | 松井亜弥   | 外山草                     | 髙田美里                   | 日根野優子、Kim.J.W、Lim.S.K. 高橋敦子、三好和也、冨永拓生                                               | -                  | 1月27日       |
| 五話   | 帰ってきたアイツ     | 松井亜弥   | 臼井文明、髙田美里         | 臼井文明、髙田美里         | 阿部弘樹、小田崎恵子                                                                                     | -                  | 2月3日        |
| 六話   | 命の権利             | 横手美智子 | 渡邊哲哉                   | 渡邊哲哉                   | 高橋敦子                                                                                                 | -                  | 2月10日       |
| 七話   | 斉天大聖             | 横手美智子 | 久行宏和 髙田美里          | 山﨑立士 髙田美里          | 永田正美、佐野陽子、今里佳子 Hyun-Sik Choi                                                               | -                  | 2月17日       |
| 八話   | オアシス             | 松井亜弥   | 久行宏和                   | 髙田美里                   | KIM YONG-SIK、鎌田均                                                                                     | -                  | 2月24日       |
| 九話   | 一寸の虫にも五分の魂 | 松井亜弥   | 吉村愛                     | 齋賀春伽                   | 芳我恵理子、藤原将太、國光奈々                                                                           | -                  | 3月3日        |
| 十話   | 償い                 | 横手美智子 | 室谷靖                     | 室谷靖                     | 大川義史、石崎裕子、小川みずえ 冨田郁子                                                                  | 井村学             | 3月10日       |
| 十一話 | 次にのぼる太陽       | 松井亜弥   | 髙田美里                   | 髙田美里                   | 小田崎恵子、佐賀野桜子、阿部弘樹                                                                         | -                  | 3月17日       |
| 十二話 | 明かされる記憶       | 松井亜弥   | 渡邊哲哉                   | 渡邊哲哉                   | Oh yang hyun、Park mi hyun Kim dae jung 西田美弥子、小川みずえ Jeong.Yong.Woon、Kim.Jeong.Woo Cho.Won.Ha | -                  | 3月24日       |
| 十三話 | 三蔵一行             | 横手美智子 | 渡邊哲哉 久行宏和 髙田美里 | 宅野誠起 臼井文明 髙田美里 | 小川みずえ、佐賀野桜子、江上夏樹 西田美弥子、西脇拓己、増田俊介 石崎裕子、小田崎恵子、阿部弘樹 高橋敦子  | 井村学 西脇拓己    | 3月31日       |

放送局
| 放送期間               | 放送時間                     | 放送局   | 対象地域   | 備考                                            |
| ---------------------- | ---------------------------- | -------- | ---------- | ----------------------------------------------- |
| 2021年1月6日 - 3月31日 | 木曜 23:00 - 23:30           | AT-X     | 日本全域   | 製作参加 / CS放送 / 字幕放送 / リピート放送あり |
| 2021年1月7日 - 4月1日  | 金曜 0:30 - 1:00（木曜深夜） | TOKYO MX | 東京都     |                                                 |
|                        |                              | BS11     | 日本全域   | BS放送 / 『ANIME+』枠                           |
| 2022年1月9日 - 4月3日  | 日曜 3:08 - 3:38（土曜深夜） | 毎日放送 | 近畿広域圏 | 『アニメシャワー』第3部                         |

| 配信開始日    | 配信時間                     | 配信サイト |
| ------------- | ---------------------------- | --- |
| 2022年1月7日  | 金曜 0:30（木曜深夜） 更新   | dTV アニメタイムズ |
| 2022年1月12日 | 水曜 0:00（火曜深夜） 更新   | Amazon Prime Video U-NEXT Hulu FOD GYAO! TVer バンダイチャンネル TELASA dアニメストア ニコニコチャンネル J:COMオンデマンド auスマートパスプレミアム ひかりTV TSUTAYA TV Rakuten TV AnimeFesta アニメ放題 MBS動画イズム |
|               | 水曜 1:00 - 1:30（火曜深夜） | ABEMA |
| 2022年1月13日 | 木曜 0:00 - 0:30（水曜深夜） | ニコニコ生放送 |

Blu-ray BOX
| 巻 | 発売日        | 収録話         | 規格品番  |
| -- | ------------- | -------------- | --------- |
| 上 | 2022年4月27日 | 第1話 - 第6話  | DPFX-3001 |
| 下 | 2022年6月29日 | 第7話 - 第13話 | DPFX-3002 |

## ラジオ
1999年のOVA化に続きテレビアニメ化が発表され、テレビ東京系列で『幻想魔伝 最遊記』として放送することが決まると、そのプロモーションとラジオドラマの放送の場として、『ラジオ最遊記 〜笑ってSO-ICHIRO〜』が1999年10月14日から2000年3月31日にかけてTBSラジオで全77回放送された。また、その続編である『最遊記RELOAD』が同タイトルでテレビアニメ化されることになると、アニメイトTVにおいて『ラジオ最遊記RELOAD（仮）』（後に『ラジオ最遊記RELOAD〜猿河童!俺達は絶対に無理!』）として2003年5月22日から2003年10月30日にかけて全24回放送された。

### ラジオ最遊記 〜笑ってSO-ICHIRO〜
テレビアニメ『幻想魔伝 最遊記』（テレビ東京、2000年4月4日 - 2001年3月27日）のプロモーションを目的に放送されたラジオ番組。1999年10月14日から2001年3月31日にかけてTBSラジオで全77回放送された。パーソナリティは孫悟空役の保志総一朗。
内容
- 番組の内容は主にトーク、音楽、ラジオドラマ、メール、コーナーなど。番組の最後では、毎回、パーソナリティの保志総一朗によって最後の一言が発表される（主にその時に気分に応じた言葉や雄叫び）。
- 2001年1月21日、番組初の公開録音がアニメイト池袋店イベントホールにて行われ、2001年2月3日（第69回）に放送された。この回で保志を含め主要キャスト4人が初めて勢ぞろいした。

コーナー
- 最遊記マニア
- 質問王
- チョコチョメン2000
- メールで最遊記

オープニングテーマ「The way to paradise」
歌 - 野見山正貴
- 「幻想魔伝 最遊記 Image Album Vo.1」収録

エンディングテーマ
「Freedom」
歌 - 野見山正貴
- 「幻想魔伝 最遊記 Image Album Vo.1」収録

「open up your mind」
歌 - mirai
- テレビ東京系列放送テレビアニメ『幻想魔伝 最遊記』挿入歌

ゲスト出演者
- 関俊彦（玄奘三蔵 役）：1999年12月30日（第12回）
- 平田広明（沙悟浄 役）：2000年1月27日（第16回）,10月28日（第55回）
- 徳山秀典（『幻想魔伝 最遊記』前期・後期オープニングテーマ担当）：2000年5月18日（第32回）,7月27日（第42回）,12月2日（第60回）
- CHARCOAL FILTER（『幻想魔伝 最遊記』前期エンディングテーマ担当）：2000年7月6日（第39回）
- 森川智之（焔 役）：2000年11月11日（第57回）
- 下川みくに（『幻想魔伝 最遊記』後期エンディングテーマ担当）：2000年12月23日（第63回）
- 伊達勇登（『幻想魔伝 最遊記』アニメーション監督）：2001年1月13日（第66回）
- 三蔵一行（関俊彦（玄奘三蔵 役）、平田広明（沙悟浄 役）、石田彰（猪八戒 役））：2001年2月3日（第69回） ※公開録音

放送されたラジオドラマの一覧
|   | サブタイトル    | 話数  | 放送日                                                                           | 収録                                                   |
| - | --------------- | ----- | -------------------------------------------------------------------------------- | ------------------------------------------------------ |
| 1 | Go to the West  | 全4話 | 1999年12月2日（第8回） - 12月23日（第11回）                                      | ドラマCD『最遊記』 -Go to the West-                    |
| 2 | Get square      | 全4話 | 2000年1月13日（第14回） - 年2月3日（第17回）                                     | ドラマCD『最遊記』第2巻 -Get square-                   |
| 3 | His God, My God | 全4話 | 2000年2月17日（第19回） - 3月9日（第22回）                                       | ドラマCD『最遊記』第3巻 -His God, My God-              |
| 4 | Bad Company     | 全4話 | 2000年3月16日（第23回）- 4月6日（第26回）                                        | ドラマCD『最遊記』第4巻 -Bad Company-                  |
| 5 | CRIMSON         | 全4話 | 2000年8月10日（第44回） - 8月31日（第47回）                                      | ドラマCD『最遊記』第5巻 幻想魔伝 最遊記-CRIMSON-       |
| 6 | Charismatic     | 全4話 | 2000年9月14日（第49回） - 10月7日（第52回）                                      | ドラマCD『最遊記』第6巻 幻想魔伝 最遊記-Charismatic-   |
| 7 | RAIN            | 全4話 | 2000年11月4日（第56回）,11月18日（第58回）, 11月25日（第59回）,12月9日（第61回） | ドラマCD『最遊記』第7巻 幻想魔伝 最遊記-Rain-          |
| 8 | FAITH IN MIND   | 全4話 | 2000年12月30日（第64回） - 2001年1月20日（第67回）                               | ドラマCD『最遊記』第8巻 幻想魔伝 最遊記-FAITH IN MIND- |

### ラジオ最遊記RELOAD〜猿河童!俺達は絶対に無理!
テレビアニメ『最遊記RELOAD』（テレビ東京、2003年10月2日 - 2004年3月25日）をプロモーションするためのインターネットラジオ番組。なお、当初の番組タイトルは『WEBラジオ最遊記RELOAD（仮）』と題された。
パーソナリティは、『ラジオ最遊記 〜笑ってSO-ICHIRO〜』孫悟空役の保志総一朗が引き続き、また、沙悟浄役の平田広明が加わって2人で担当した。4月17日から予告編を放送、5月22日から本放送の配信が開始された。
パーソナリティ
- 保志総一朗（孫悟空 役）
- 平田広明（沙悟浄 役）

行われた企画コーナー
- せ〜の、の2人
- サブタイトルをつけよう

保志と平田にしかられたい!
- ホシネット
『最遊記』やパーソナリティの近況を伝えるコーナー。「ホシネットひらた」「ホシネットせき」「ホシネットいしだ」「ホシネットアキ〜ラ〜」「ホシネットみんな!!」など。
- サイリロの小泉
- ヒロタヒラアキさんの宿題
- ラジオ最遊記RELOAD開録音を聴いちゃおう!
2003年9月14日に行われた『最遊記』のイベントから「最遊記裁判」の模様を番組コーナーとして、第21回から第23回にかけて放送（全3回）。

配信リスト・ゲスト
| 回数   | 配信日         | サブタイトル                                           | ゲスト・備考                                           |
| ------ | -------------- | ------------------------------------------------------ | ------------------------------------------------------ |
| 第1回  | 2003年5月22日  | すとろべり〜と〜く全開!!                               |                                                        |
| 第2回  | 2003年5月29日  | 保志さん、平田さん、びっくりした???                    |                                                        |
| 第3回  | 2003年6月5日   | 風邪に気をつけよう!!                                   |                                                        |
| 第4回  | 2003年6月12日  | 平田さん、短い間お疲れ様でした。                       |                                                        |
| 第5回  | 2003年6月19日  | 関さん、いらっしゃいませ!!!                            | 関俊彦（玄奘三蔵 役） ※ パーソナリティの平田広明は欠席 |
| 第6回  | 2003年6月26日  | 平田さんの宿題提出!!                                   | 関俊彦（玄奘三蔵 役） ※ パーソナリティの平田広明は欠席 |
| 第7回  | 2003年7月3日   | 保志さん、早まりすぎです。                             |                                                        |
| 第8回  | 2003年7月10日  | 保志さんから平田さんに伝染???                          |                                                        |
| 第9回  | 2003年7月17日  | 看板娘大暴走。                                         |                                                        |
| 第10回 | 2003年7月24日  | 重大情報をGETするための重要情報!!                      |                                                        |
| 第11回 | 2003年7月31日  | 石田さん いらっしゃいませ!!                            | 石田彰（猪八戒 役）                                    |
| 第12回 | 2003年8月7日   | きもちカルトクイズ!?                                   | 石田彰（猪八戒 役）                                    |
| 第13回 | 2003年8月14日  | ボーカルアルバム VOL.3をどこよりも早くチェックしよう!! |                                                        |
| 第14回 | 2003年8月21日  | 監督さん、いらっしゃ〜い!!                             | えんどうてつや（テレビアニメ『最遊記RELOAD』監督）     |
| 第15回 | 2003年8月28日  | 新企画大発表!!!                                        |                                                        |
| 第16回 | 2003年9月4日   | イベント準備号!!                                       |                                                        |
| 第17回 | 2003年9月11日  | 新コーナー始動!!                                       |                                                        |
| 第18回 | 2003年9月18日  | サブタイトルまだまだ募集中!!                           |                                                        |
| 第19回 | 2003年9月25日  | 保志さん&平田さんに優しく!厳しく?叱られよう!!          |                                                        |
| 第20回 | 2003年10月2日  | アニメ放送に備えよう!!                                 |                                                        |
| 第21回 | 2003年10月9日  | 収録中、あの御方が乱入!!                               | 乱入ゲスト・関俊彦（玄奘三蔵 役）                      |
| 第22回 | 2003年10月16日 | イベント配信第2弾!!                                    |                                                        |
| 第23回 | 2003年10月23日 | 平田さんと保志さんの仲に亀裂がっ!!??                   |                                                        |
| 第24回 | 2003年10月30日 | 最終回はフェスティバル!!                               | 乱入ゲスト・石田彰（猪八戒 役）                        |

## ドラマCD
1999年8月27日、9月24日に『OVA-CDドラマコレクション 最遊記』として発売。
その後、キャスト変更を経て、1999年12月22日に『最遊記 -Go to the West-』（第1巻）を発売。以後、原作やアニメなどに合わせてタイトルの変更を重ねながら発売され続けている。
2014年2月、作者のサイトでのお遊び企画が元となったパラレルCDドラマ「最湯記(さいゆ～き)」がゼロサム誌上販売された。「最遊記シリーズ」「WILD ADAPTER」「BUS GAMER」の主要キャラが出演している。

## ゲーム

### 携帯用ゲーム機ソフト
〜砂漠の四神〜 幻想魔伝 最遊記
2001年3月23日に発売された、J・ウイング開発・発売のゲームボーイカラー用ゲームソフト。
ストーリー展開
8人の登場キャラクター、玄奘三蔵、孫悟空、沙悟浄、猪八戒、八百鼡、李厘、独角、ニセ三蔵一行のいずれかの1人になったプレイヤーは、カードによる武術大会に参加することに。しかし、ライバルとなるのはお馴染みの玄奘三蔵、孫悟空、沙悟浄、猪八戒などをはじめとする個性豊かな者ばかり。そんな彼らを負かし、武術大会での優勝と最強のデッキを目指してゆく。
内容とシステム
まず、プレイヤーは自分が扮するキャラクターの図柄が描かれたカードを使ってデッキを構築する。
続いて、マップ上を進み、そこに住む人たちとカードを使ってバトルを行う。
自分の構築したデッキが勝利すると、カードと経験値が獲得し、レベルが上がってゆく。
幻想魔伝 最遊記 Retribution 〜陽のあたる場所で〜
2001年6月7日に発売された、ムービック・創映新社開発・発売のワンダースワンカラー用ゲームソフト。
ゲーム内容
とある美人4姉妹が営む宿に現れた三蔵一行。しかし、彼らは旅の途中の宿でクレジットカードを失くしてしまい、宿の支払いができなくて路頭に迷う。
そこで、町の祭りに宿が出す屋台の仕事を三蔵一行に手伝わせ、その代わりに宿泊代と路銀を提供することに。
しかし、呼び込みがうまくいかず客が来なかったり、うまく指示できないでいると、サボリ出す三蔵一行。挙句、隙を突いては自分たちの立場を忘れて、屋台を抜け出し、勝手に飲食などの行動をとってしまう。
4姉妹の1人となったプレイヤーは、そんな彼らが逃げ出さないようにうまく4人を使いながら売上を伸ばし、宿代と路銀を稼いでゆくのだが、果たして、三蔵一行は西を目指して旅立てるのか。
ゲーム中、ご褒美イベントがある他、トランプゲーム、妖怪退治ゲーム、パズルゲームなどの隠しミニゲームがある。

### 据え置き型ゲーム機ソフト
幻想魔伝 最遊記 〜遥かなる西へ〜
2002年12月26日に発売された、ジェイウィング開発・発売のPlayStation用ゲームソフト。
テレビアニメ『幻想魔伝 最遊記』の第1話から第22話までの物語を7つのシナリオに編集したダイジェスト版ストーリーに、バトルや迷路などのミニゲームを織り交ぜたアドベンチャー。
イベントの多くに登場するムービーは、アニメでの名場面をはじめ、作中のお約束シーンなどを再現。
ストーリー
かつて、平和で繁栄した桃源郷を突如、負の波動が覆いはじめ各地の妖怪が暴走し、混沌と化してゆく。
そんな中、異変の元凶である「牛魔王の蘇生実験」を阻止するために三蔵一行は遥か西、天竺へと目指して旅をしていた。
特典
- ミニドラマ（録り下ろしオリジナルエピソードを収録）
- 声優アルバム（出演声優陣による撮り下ろし映像収録）

幻想魔伝 最遊記 〜叛逆の闘神太子〜
2003年8月1日に発売された、デジタルキッズ開発・発売のゲームボーイアドバンス用ゲームソフト。
同年10月より放送スタートのテレビアニメ『最遊記RELOAD』に先駆けて、前アニメシリーズ『幻想魔伝 最遊記』から後半の物語の総集編としてゲーム化。
テレビアニメ・オリジナルエピソードで展開する三蔵一行と闘神太子・焔らとの戦いが再現される。
内容とシステム
ゲームのストーリーは幾つかの章に分けられており、それぞれアドベンチャーパートとマップパートに分かれている。
- アドベンチャーパート
ストーリー中に発生するミニゲームをクリアすることでキャラクターたちを強化していく。
- マップパート
マップ内に現れる敵を倒すことでクリア。様々な仕掛け、強力な技の発動などの演出がある。

最遊記RELOAD
2004年3月18日に発売された、バンダイ開発・発売のPlayStation 2用ゲームソフト。ビジュアルノベル形式でリリース。
あらすじ
とある少女となったプレイヤーと旅を共にすることになった三蔵一行。しかし、その行く手を阻むようにいろいろな困難が立ちはだかり……。
予約特典
- スペシャルCD（出演声優陣による撮り下ろし座談会を収録）
- ミニドラマ（ゲームのために録り下ろされたオリジナルエピソードを収録）

最遊記RELOAD GUNLOCK
2004年8月5日に発売された、バンダイ開発・発売のPlayStation 2用ゲームソフト。格闘ゲーム形式でリリース。
『最遊記』のテレビアニメ化シリーズ、『幻想魔伝 最遊記』『最遊記RELOAD』『最遊記RELOAD GUNLOCK』の3作に登場したキャラクターたちが繰り広げるバトルアクションゲーム。
清一色、カミサマ、ヘイゼル（+ガト）も出演。
幻想魔伝 最遊記 -希望の罪過-
2002年9月19日にパイオニアLDCから発売されたDVD-PG作品。この作品はアニメーション内で出現する選択を、視聴ユーザーが選択することで話の展開が変わる「インタラクティブアニメーション」が採用されている。クリア後、エンディング毎に入手できるパスワードを入力することで、特典映像の主演声優4人による座談会を見ることができる。
アニメーションは計90分。
スタッフ
- 監督：伊達勇登
- 原作・デザイン：峰倉かずや
- ストーリー原案・メインシナリオ：みさぎ聖
- アニメーション制作：ぴえろ
- DVD製作：ゼネラルエンタテインメント

キャスト
- 関俊彦
- 保志総一朗
- 平田広明
- 石田彰

- 草尾毅
- 松本大
- 皆口裕子
- 茂呂田かおる

- 大塚芳忠
- 佐藤しのぶ
- 渡辺美佐
- 石井隆夫
- 堀江由衣（ゲスト）

### オンラインゲーム
最遊記RELOAD GUNLOCK
ここで述べる『最遊記RELOAD GUNLOCK』とは、オンラインゲーム『ゲットアンプド』の付属という形でガンホー・オンライン・エンターテイメントから提供されていたオンラインゲーム。
しかし、サービス開始当初からプレイ人数が非常に少なく、主要キャラクターは購入しなければ使用できず、さらに専用装備も購入しなければ本来の性能を発揮しないため、2005年始め頃にはプレイ参加人数が0という状態になったという。
2006年1月31日をもって、提供するゲームの整理を理由にサービスを終了した。

### ゲスト出演作品
- アットゲームズ（2011年4月開催） - 『最遊記外伝』とのコラボレーション
- 夢色キャスト（2017年7月開催） - 『最遊記RELOAD BLAST』とのコラボレーション
- ラヴヘブン（2017年12月開催） - 『最遊記RELOAD BLAST』とのコラボレーション
- 夢王国と眠れる100人の王子様（2021年1月・2021年12月開催） - 『最遊記RELOAD -ZEROIN-』とのコラボレーション

## 舞台・ミュージカル・朗読劇
2005年、2006年に演劇ユニットAxle主催で舞台化。
2008年にミュージカル『最遊記歌劇伝』として舞台化。
2019年に声優による朗読劇として舞台化。

### 『最遊記』（演劇ユニットAxle主催）

#### 上演記録
- 最遊記【第4回公演】（大阪公演：2005年2月5日 - 11日 / 東京公演：2005年3月3日 - 6日）
- 最遊記【第6回公演】（東京公演：2006年5月17日 - 22日 / 大阪公演：2006年6月3日 - 4日）

#### キャスト
- 玄奘三蔵：柄谷吾史
- 孫悟空 ：斎藤洋一郎・斎藤准一郎（共に第4回公演（Wキャスト））・斎藤准一郎（第6回公演）
- 沙悟浄 ：松木賢三（第4回公演）・郷本直也（第6回公演）
- 猪八戒 ：内藤悠一
- 紅孩児 ：中登俊之（第4回公演）・斎藤洋一郎（第6回公演）
- 独角兕 ：田倉伸紘
- 你健一 ：吉谷光太郎
- 玉面公主 ：古川貴生
- 六道・朱泱：山本健史
- 清一色：長谷川友紀（第6回公演のみ）
- カミサマ：加藤巨樹
- 金閣：我妻宏樹（第4回公演）・田原拓（第6回公演）
- 光明三蔵：田中照人
- 蜘蛛男：日ノ西賢一
- 雲男：梅林亮太
- 料理人兄弟（赤・黄・青）：谷省吾（第4回公演）・松木賢三（第6回公演）

#### スタッフ
（第4回公演）
- 原作：峰倉かずや
- 脚本：安井省人
- 演出：吉谷光太郎
- 監修：ＢＳ文芸部
- 振付：江良健二
- 殺陣：RESCURES
- 美術：西本卓也（GiantGrammy）
- 照明：浜崎亮
- 音響：児島塁
- 衣裳：多久喜子
- 小道具：西泰幸（ﾒﾘｴｽﾛｹｯﾂ）
- 舞台監督：宮田重雄
- アドバイザー：生田朗子
- 宣伝美術：黒田武志（sandscape）
- 宣伝写真：伊東俊介
- ヘアメイク：岡田たけじ・とみつるくうこ
- 制作：瀬戸憲一・清水沙織・深谷祐子
- プロデューサー：砂岡誠
- 協力：劇団ひまわり・クオークの会
- 企画・製作：ブルーシャトル

（第6回公演）
- 原作：峰倉かずや『最遊記』（一迅社）
- 脚本・演出：吉谷光太郎
- 監修：ＢＳ文芸部
- 音楽：石田雄一
- アクションコーディネイト：江良健二RESCUERS
- 振付：藤林美沙
- 美術：柴田隆弘
- 照明：浜崎亮（LUPO）
- 音響：とんかつ
- 衣裳：真鍋マキ（スタジオウラノス）
- 小道具：kK工房
- 舞台監督：石田昌也
- アドバイザー：生田朗子
- 宣伝美術：黒田武志（sandscape）
- 宣伝写真：伊東俊介
- 宣伝写真ヘアメイク：芦田歩・佐茂朱美
- 制作：瀬戸憲一・大西千保・深谷祐子・長谷川麻貴
- プロデューサー：砂岡誠
- 協力：劇団ひまわり
- 後援：FM802
- 企画・製作：Blue Shuttle

※李厘、八百鼡は登場しない。白竜は声のみ登場する。

### 『最遊記歌劇伝』

#### 上演記録
- 最遊記歌劇伝 -Go to the West-（2008年9月13日 - 21日）
- 最遊記歌劇伝 -Dead or Alive-（東京公演：2009年3月20日 - 29日 / 大阪公演：2009年4月11日 - 12日）
- 最遊記歌劇伝 -God Child-（2014年5月2日 - 7日）
- 最遊記歌劇伝 -Burial-（東京公演：2015年1月8日 - 12日 / 大阪公演：2015年1月23日 - 25日）
- 最遊記歌劇伝 -Reload- （2015年9月17日 - 23日）<※最遊記歌劇伝リブート上演>
- 最遊記歌劇伝 -異聞-（2018年9月4日 - 9日）
- 最遊記歌劇伝 -Darkness-（2019年6月6日 - 14日）
- 最遊記歌劇伝 -Oasis-（2020年2月2日 - 9日）
- 最遊記歌劇伝 -Sunrise-（大阪公演：2021年2月11日 - 14日 / 東京公演：2021年2月18日 - 2月24日）
- 最遊記歌劇伝 -外伝-（東京公演：2023年9月29日 - 10月12日 / 大阪公演：2023年10月19日 - 23日）

#### キャスト
|                 | 2008年 -Go to the West- | 2009年 -Dead or Alive- | 2014年 -God Child- | 2015年 -Burial- | 2015年 -Reload- | 2019年 -Darkness- | 2020年 -Oasis- | 2021年 -Sunrise- | 2023年 -外伝- |
| --------------- | ----------------------- | ---------------------- | ------------------ | --------------- | --------------- | ----------------- | -------------- | ---------------- | ------------- |
| 玄奘三蔵        | 鈴木拡樹                | 鈴木拡樹               | 鈴木拡樹           | 鈴木拡樹        | 鈴木拡樹        | 鈴木拡樹          | -              | 鈴木拡樹         | -             |
| 孫悟空          | 椎名鯛造                | 椎名鯛造               | 椎名鯛造           | 椎名鯛造        | 椎名鯛造        | 椎名鯛造          | 椎名鯛造       | 椎名鯛造         | 椎名鯛造      |
| 沙悟浄          | 丸山敦史                | 丸山敦史               | 鮎川太陽           | 鮎川太陽        | 鮎川太陽        | 鮎川太陽          | 鮎川太陽       | 平井雄基         | -             |
| 猪八戒          | 載寧龍二                | 載寧龍二               | 藤原祐規           | 藤原祐規        | 藤原祐規        | 載寧龍二          | 藤原祐規       | 藤原祐規         | -             |
| 紅孩児          | 小野田龍之介            | 小野田龍之介           | -                  | -               | 小野田龍之介    | -                 | -              | -                | -             |
| 独角兕          | 上野亮                  | 上野亮                 | -                  | -               | 畠山遼          | -                 | -              | -                | -             |
| 你健一 烏哭三蔵 | 唐橋充                  | 唐橋充                 | 唐橋充             | 唐橋充          | 唐橋充          | 唐橋充            | -              | 唐橋充           | -             |
| 光明三蔵        | -                       | -                      | -                  | 三上俊          | 三上俊          | 三上俊            | -              | 三上俊           | -             |
| ヘイゼル        | -                       | -                      | -                  | -               | -               | 法月康平          | 法月康平       | 法月康平         | -             |
| ガト            | -                       | -                      | -                  | -               | -               | 成松慶彦          | 成松慶彦       | 成松慶彦         | -             |

- 六道、朱泱 - 岩田有民（Go to the West）
- 観世音菩薩 - Ryohei（塩口量平）（Go to the West 、 Dead or Alive）
- 二郎神 - 堀池直毅（Go to the West 、 Dead or Alive）
- 清一色 - 中村龍介（Dead or Alive）
- カミサマ - 平野良（God Child）
- 金閣 - 柴入拓矢・細川晴太（God Child）
- 銀閣 - 村田充（God Child）
- 剛内三蔵 - タイソン大屋（Burial）
- 侍覚大僧正（Burial）、 王老師（Reload）、フィルバート司教（Darkness、Oasis、Sunrise） - うじすけ
- 鷭里 - 倉貫匡弘（Burial）
- 健邑 - 藤田玲（Burial）
- 雀呂 - 林修司（Reload）
- 坤 - 阿由葉朱凌・藤村真優（Reload）

異聞
- 峯明 - 田村心
- 桃醍 - 小沼将太
- 玄灰 - 深澤大河
- 青藍 - 古谷大和
- 道卓 - 前川優希
- 蝶庵 - 二葉勇
- 丸福 - 月岡弘一
- 抄雲 - 齋藤健心
- 義兆 - 福井将太
- 隆善 - 谷戸亮太
- 待覚法師 - うじすけ
- 烏哭三蔵 - 唐橋充
- 光明三蔵 - 三上俊

外伝
- 金蟬童子 - 鈴木拡樹
- 捲簾大将 - 平井雄基
- 天蓬元帥 - 藤原祐規
- 西海竜王 敖潤 - 佐奈宏紀
- 李塔天 - 山崎雅志
- 観世音菩薩 - 高﨑俊吾
- 二郎神 - うじすけ
- 哪吒太子 - 北村諒

#### スタッフ
- 原作：峰倉かずや

（Go to the West 、 Dead or Alive）
- 演出：毛利亘宏
- 脚本：毛利亘宏・津山冬花

（God Child、Burial、Reload、異聞、Darkness、Oasis、外伝）
- 演出・脚本：三浦香
- 音楽：浅井さやか

※三蔵一行の衣装は、<<最遊記RELOAD>>での衣装を適用します。
※李厘、八百鼡、玉面公主（Relodでは登場）、白竜は登場しない。

### 『最遊記朗読劇』

#### 上演記録
- 最遊記朗読劇〜Alive〜（清一色  篇）（2019年9月28日・29日）
- 最遊記朗読劇〜Nothing to give〜（カミサマ 篇）（2021年1月10日）※無観客の有料生配信
- 最遊記朗読劇〜Nothing to give〜（カミサマ 篇）【再演】（2021年8月29日）※昼の部・夜の部ともに新型コロナウイルス対策を強化徹底した上で、有観客にて実施。会場は千葉県松戸・森のホール21。夜の部のみStreaming+にてアーカイブ付きで有料生配信された。

#### キャスト
- 〜Alive〜（清一色  篇）
  - 玄奘三蔵 - 関俊彦、孫悟空 - 保志総一朗、沙悟浄 - 平田広明、猪八戒 - 石田彰、清一色 - 二又一成

- 〜Nothing to give〜（カミサマ 篇）
  - 玄奘三蔵 - 関俊彦、孫悟空 - 保志総一朗、沙悟浄 - 平田広明、猪八戒 - 石田彰、カミサマ - 浪川大輔

## シリーズ関連

### 映像作品
OVA『最遊記』
- 「最遊記 第1巻」（1999年4月23日発売、VHS：ENVA-1101）
- 「最遊記 第2巻」（1999年8月27日発売、VHS：ENVA-1102）
- 「最遊記 Premium Box 第1巻」（2000年2月25日発売、DVD：ENBA-1151）
- 「最遊記 Premium Box 第2巻」（2000年3月25日発売、DVD：ENBA-1152）

テレビアニメ『幻想魔伝 最遊記』VHS / DVD
- 第1巻（2000年7月28日発売、VHS：MAVT-1106 / DVD：MABT-7022）
- 第2巻（2000年8月25日発売、VHS：MAVT-1107 / DVD：MABT-7023）
- 第3巻（2000年9月29日発売、VHS：MAVT-1108 / DVD：MABT-7024）
- 第4巻（2000年10月27日発売、VHS：MAVT-1109 / DVD：MABT-7025）
- 第5巻（2000年11月24日発売、VHS：MAVT-1110 / DVD：MABT-7026）
- 第6巻（2000年12月22日発売、VHS：MAVT-1111 / DVD：MABT-7027）
- 第7巻（2001年1月26日発売、VHS：MAVT-1112 / DVD：MABT-7028）
- 第8巻（2001年2月23日発売、VHS：MAVT-1113 / DVD：MABT-7029）
- 第9巻（2001年3月30日発売、VHS：MAVT-1114 / DVD：MABT-7030）
- 第10巻（2001年4月27日発売、VHS：MAVT-1115 / DVD：MABT-7031）
- 第11巻（2001年5月25日発売、VHS：MAVT-1116 / DVD：MABT-7032）
- 第12巻（2001年6月29日発売、VHS：MAVT-1117 / DVD：MABT-7033）
- 第13巻（2001年7月27日発売、VHS：MAVT-1118 / DVD：MABT-7034）
- 第14巻（2001年8月24日発売、VHS：MAVT-1119 / DVD：MABT-7035）
- 第15巻（2001年9月28日発売、VHS：MAVT-1120 / DVD：MABT-7036）
- 第16巻（2001年10月26日発売、VHS：MAVT-1121 / DVD：MABT-7037）
- 第17巻（2001年11月22日発売、VHS：MAVT-1122 / DVD：MABT-7038）

『幻想魔伝 最遊記』スペシャルプライスDVD（廉価盤）
- 巻ノ壱「三蔵」（2003年9月26日発売、FCBL-1、3枚組全8話収録）
- 巻ノ弐「悟空」（2003年9月26日発売、FCBL-2、2枚組全6話収録）
- 巻ノ参「悟浄」（2003年9月26日発売、FCBL-3、2枚組全6話収録）
- 巻ノ四「八戒」（2003年10月24日発売、FCBL-4、2枚組全6話収録）
- 巻ノ伍「金蝉」（2003年10月24日発売、FCBL-5、2枚組全6話収録）
- 巻ノ六「捲簾」（2003年10月24日発売、FCBL-6、2枚組全6話収録）
- 巻ノ七「天蓬」（2003年11月21日発売、FCBL-7、2枚組全6話収録）
- 巻ノ八「天界悟空」（2003年11月21日発売、FCBL-8、2枚組全6話収録）

『幻想魔伝 最遊記』その他
- DVDインタラクティブアニメーション『幻想魔伝 最遊記 -希望の罪過-』（2002年9月19日発売、ENBA-1153）
- 『劇場版 幻想魔伝 最遊記 〜選ばれざる者への鎮魂歌〜』（2002年9月21日発売、DA-175 / 2005年12月3日発売、DA-1175 / 2007年1月27日発売、DA-2175 / 販売元は松竹）
- 『劇場版 幻想魔伝 最遊記』メモリアルDVD（2002年1月21日発売、DA-127 / 販売元は松竹）

テレビアニメ『最遊記RELOAD』
- 第1巻（2004年1月23日発売、FCBC-8 / FCBC-1〈初回限定版〉）
- 第2巻（2004年2月25日発売、FCBC-9 / FCBC-2〈初回限定版〉）
- 第3巻（2004年3月21日発売、FCBC-10 / FCBC-3〈初回限定版〉）
- 第4巻（2004年4月21日発売、FCBC-11 / FCBC-4〈初回限定版〉）
- 第5巻（2004年5月23日発売、FCBC-12 / FCBC-5〈初回限定版〉）
- 第6巻（2004年6月25日発売、FCBC-13 / FCBC-6〈初回限定版〉）
- 第7巻（2004年7月23日発売、FCBC-14 / FCBC-7〈初回限定版〉）
- DVD-BOX 上巻（2008年8月22日発売、FCBC-9006）
- DVD-BOX 下巻（2008年8月22日発売、FCBC-9007）

テレビアニメ『最遊記RELOAD GUNLOCK』
- 第1巻（2004年8月25日発売、FCBC-31 / FCBC-24〈初回限定版〉）
- 第2巻（2004年9月24日発売、FCBC-32 / FCBC-25〈初回限定版〉）
- 第3巻（2004年10月22日発売、FCBC-33 / FCBC-26〈初回限定版〉）
- 第4巻（2004年11月25日発売、FCBC-34 / FCBC-27〈初回限定版〉）
- 第5巻（2004年12月22日発売、FCBC-35 / FCBC-28〈初回限定版〉）
- 第6巻（2005年1月26日発売、FCBC-36 / FCBC-29〈初回限定版〉）
- 第7巻（2005年2月25日発売、FCBC-37 / FCBC-30〈初回限定版〉）
- DVD-BOX 上巻（2008年10月24日発売、FCBC-9008）
- DVD-BOX 下巻（2008年10月24日発売、FCBC-9009）

OVA『最遊記RELOAD -burial-』
- 第壱巻 〜三蔵法師の章〜（2007年4月27日、FCBC-76）
- 第弐巻 〜孫悟空の章〜（2007年9月28日、FCBC-77）
- 第参巻 〜悟浄&八戒の章〜（2008年3月28日、FCBC-78）

ミュージカル『最遊記歌劇伝』DVD / Blu-ray
- -Go to the West-（2009年1月25日、DVD：MPVM-0002）
- -Dead or Alive-（2009年、DVD：MPVM-0003）
- -God Child-（2014年11月、DVD：DSZD08109）
- -Burial-（2015年6月、DVD：DSZD08124）
- -Reload-（2016年3月、DVD：DSZS07880）
- -異聞-（2019年2月、DVD：FFBS-0018）
- -Darkness-（2019年12月、DVD：FFBS-0020）
- -Oasis-（2020年8月、DVD：FFBS-0022）
- -Sunrise-（2021年8月、DVD：FFBS-0023）
- -外伝-（2024年4月24日発売予定、Blu-ray）

『最遊記歌劇伝』その他
- -Reload- 特典映像 未公開特別編（2016年5月、DVD：KGKDN-0001）
- 復刻盤セット（2017年5月、DVD：DSZS10030）
- 最遊記歌劇伝 the Movie -Bullets-（2017年6月）
- ドキュメント『最遊記歌劇伝-Over the Bullets-』（2017年6月）
- -Darkness- SPECIAL DISC（2020年1月）
- -Oasis- SPECIAL DISC（2021年2月）
- ヘイゼル編 Blu-ray BOX（2022年8月）

### サウンドドラマ
OVA-CDドラマコレクション
- 最遊記 第1巻（1999年8月27日、ENCA-1161）
- 最遊記 第2巻（1999年9月24日、ENCA-1162）

ドラマCD
- 最遊記  -Go to the West-（1999年12月22日、MACM-1085）
- 最遊記 第2巻 -Get square-（2000年2月5日、MACM-1086）
- 最遊記 第3巻 -His God, My God-（2000年3月31日、MACM-1087）
- 最遊記 第4巻 -Bad Company-（2000年4月28日、MACM-1088）
- 最遊記 第5巻 幻想魔伝 最遊記-CRiMSON-（2000年9月9日、MACM-1104）
- 最遊記 第6巻 幻想魔伝 最遊記-Charismatic-（2000年10月7日、MACM-1105）
- 最遊記 第7巻 幻想魔伝 最遊記-Rain-（2000年11月4日、MACM-1106）
- 最遊記 第8巻 幻想魔伝 最遊記-FAiTH iN MIND-（2000年12月9日、MACM-1107）
- 最遊記 第9巻 幻想魔伝 最遊記-des SILVER-（2001年12月22日、MACM-1124）
- 最遊記 第10巻 -幻想魔伝 最遊記-（2002年4月27日、MACM-1125）
- 最遊記 BOX（2003年4月2日、MACM-9010）
- 最遊記 BOX-2（2003年5月23日、MACM-9011）
- 最遊記 BOX-3（2003年6月25日、MACM-9012）
- 最遊記 第11巻 -BE THERE-（2003年10月24日、FCCC-10）
- 最遊記 第12巻 -幻想魔伝 最遊記-（2003年11月21日、FCCC-11）
- 最遊記 第13巻 -a fatal dose-（2004年4月23日、FCCC-12）
- 最遊記 第14巻 -Pride-（2004年9月24日、FCCC-13）
- 最遊記RELOAD〈金閣・銀閣編〉-WISH-（2004年10月22日、FCCC-31）
- 最遊記RELOAD〈カミサマ編・前半〉-Lose-（2005年1月26日、FCCC-32）
- 最遊記RELOAD〈カミサマ編・後半〉-Nothing to give-（2005年2月25日、FCCC-33）
- 最遊記 Vol.1 -PARTY-（2007年3月21日、FCCC-34）
- 最遊記RELOAD SNOWDROP（2007年11月21日、FCCC-82）
- 最遊記RELOAD 埋葬編 -burial-（2007年12月21日、FCCC-83）
- 最遊記RELOAD -EVEN A WORM- Vol.1（2008年1月25日、FCCC-84）
- 最遊記RELOAD -EVEN A WORM- Vol.2（2008年2月22日、FCCC-85）
- 最遊記RELOAD -EVEN A WORM- Vol.3（2008年4月23日、FCCC-90）
- 最遊記外伝-壱-（2008年8月22日、FCCC-86）
- 最遊記外伝-弐-（2008年8月22日、FCCC-87）

DJCD
- 最遊記 第1巻（2000年3月4日、MACM-1078）
- 最遊記 第2巻（2000年5月27日、MACM-1079）
- 幻想魔伝 最遊記 第3巻（2001年3月31日、MACM-1126）
- 幻想魔伝 最遊記 BOX（2003年4月25日、MACM-9013）

### 音楽CD
アニメ主題歌CD
テレビアニメ『幻想魔伝 最遊記』
- オープニングテーマ『FOR REAL』歌：徳山秀典（2000年5月17日、PCDA-90002 / ポニーキャニオン）
- エンディングテーマ『Tightrope』歌：CHARCOAL FILTER（2000年6月21日、ENDA-1181 / エニックス）
- 挿入歌・『open up your mind』歌：mirai（2000年8月25日、MACX-1002）※ TBSラジオ放送『ラジオ最遊記 〜笑ってSO-ICHIRO〜』エンディングテーマ
- オープニングテーマ『STILL TIME』歌：徳山秀典（2000年11月22日、PCCA-90002 / ポニーキャニオン）
- エンディングテーマ『Alone』歌：下川みくに（2000年12月6日、PCCA-90003 / ポニーキャニオン）

アニメ映画『劇場版 幻想魔伝 最遊記 〜選ばれざる者への鎮魂歌〜』
- 主題歌『wonderful world/TIGHTROPE』歌：TETSU69（2001年7月18日、KSC2-400 / ソニー・ミュージックディストリビューション）

テレビアニメ『最遊記RELOAD』
- オープニングテーマ『Wild Rock』歌：BUZZLIP（2003年11月12日、ZACL-6002 / J-Disc Being）
- エンディングテーマ『ID』歌：flow-war（2003年11月12日、ZACL-6001 / J-Disc Being）
- エンディングテーマ『吹きすさぶ風の中で』歌：WAG（2004年2月25日、GZCA-7041 / J-Disc Being）

テレビアニメ『最遊記RELOAD GUNLOCK』
- オープニングテーマ『Don't look back again』歌：WAG（2004年5月26日、GZCA-7052 / J-Discc Being）
- エンディングテーマ『見つめていたい』歌：flow-war（2004年4月28日、ZACL-6004 / J-Disc Being）
- エンディングテーマ『白の呪文』歌：doa（2004年9月15日、GZCA-4018 / J-Disc Being）

OVA『最遊記RELOAD -burial-』
- オープニングテーマ『Late-show』歌：GARDEN（2007年4月25日、FCCM-182）
- エンディングテーマ『shiny moon』歌：三蔵〈関俊彦〉、悟空〈保志総一朗〉、悟浄〈平田広明〉（2007年5月23日、FCCM-183）

サウンドトラック
- 最遊記 オリジナルサウンドトラック（1999年9月24日、ENCA-1186）
- 幻想魔伝 最遊記 オリジナルサウンドトラック（2000年9月20日、PCCR-90008 / ポニーキャニオン）
- 幻想魔伝 最遊記 オリジナルサウンドトラック Vol.2（2001年3月7日、PCCR-90009 / ポニーキャニオン）
- 劇場版 幻想魔伝 最遊記 Requiem 〜選ばれざる者への鎮魂歌〜 オリジナルサウンドトラック（2001年8月18日、COCX-21425 / 日本コロムビア）

イメージアルバム
- 『最遊記』イメージアルバム（2000年9月23日、MACM-1108）
- 『幻想魔伝 最遊記』イメージアルバム Vol.2（2001年2月28日、MACM-1120）
- 『幻想魔伝 最遊記』イメージアルバム Vol.3（2001年7月28日、MACM-1127）
- 『最遊記RELOAD』イメージアルバム Vol.1（2003年12月21日、FCCM-11）
- 『最遊記RELOAD』イメージアルバム Vol.2（2004年5月13日、FCCM-12）
- 『最遊記RELOAD』イメージアルバム BEST SELECTION（2004年5月21日、FCCM-16）
- 『最遊記RELOAD GUNLOCK』SAIYUKI Piano-supplement 〜Lively and Relaxed Days〜（2005年11月25日、FCCM-84）

キャラクターソング
- 劇場版 幻想魔伝 最遊記 Requiem キャラクターソング・ミニアルバム（2002年1月19日、COCX-31524 / 日本コロムビア）
- 幻想魔伝 最遊記 ボーカルアルバム Vol.1（2002年5月10日、MACM-1152）
- 幻想魔伝 最遊記 ボーカルアルバム Vol.2（2003年1月24日、MACM-1153）
- 幻想魔伝 最遊記 ボーカルアルバム Vol.3（2003年8月22日、MACM-1166）
- 最遊記RELOAD ボーカルアルバム Vol.1（2004年7月23日、FCCM-18）
- 最遊記RELOAD ボーカルアルバム Vol.2（2004年11月25日、FCCM-25）
- 最遊記RELOAD・最遊記RELOAD GUNLOCK SOUND COLLECTION（2004年9月22日、ZACL-9004 / J-Disc Being）
- 最遊記RELOAD GUNLOCK SON GOKU'S SONG COLLECTION / 歌：孫悟空〈保志総一朗〉（2006年1月25日、FCCM-85）
- 最遊記RELOAD GUNLOCK ボーカルアルバム Vol.1（2006年7月21日、FCCM-86）
- 最遊記RELOAD GUNLOCK ボーカルアルバム Vol.2（2007年6月22日、FCCM-87）
- 最遊記RELOAD GUNLOCK SANZO'S SONG COLLECTION / 歌：玄奘三蔵〈関俊彦〉（2007年10月24日、FCCM-205）

### コンピューターゲーム
- 〜砂漠の四神〜 幻想魔伝 最遊記（ジェイウィング：ゲームボーイ）
- 幻想魔伝 最遊記 Retribution 〜陽のあたる場所で〜（ムービック・創映新社：ワンダースワンカラー）
- 幻想魔伝 最遊記 〜遥かなる西へ〜（ジェイウィング：PlayStation）
- 幻想魔伝 最遊記 〜叛逆の闘神太子〜（デジタルキッズ：PlayStation）
- 最遊記RELOAD（バンダイ：PlayStation 2）
- 最遊記RELOAD GUNLOCK（バンダイ：PlayStation 2）